# Alden Biesen

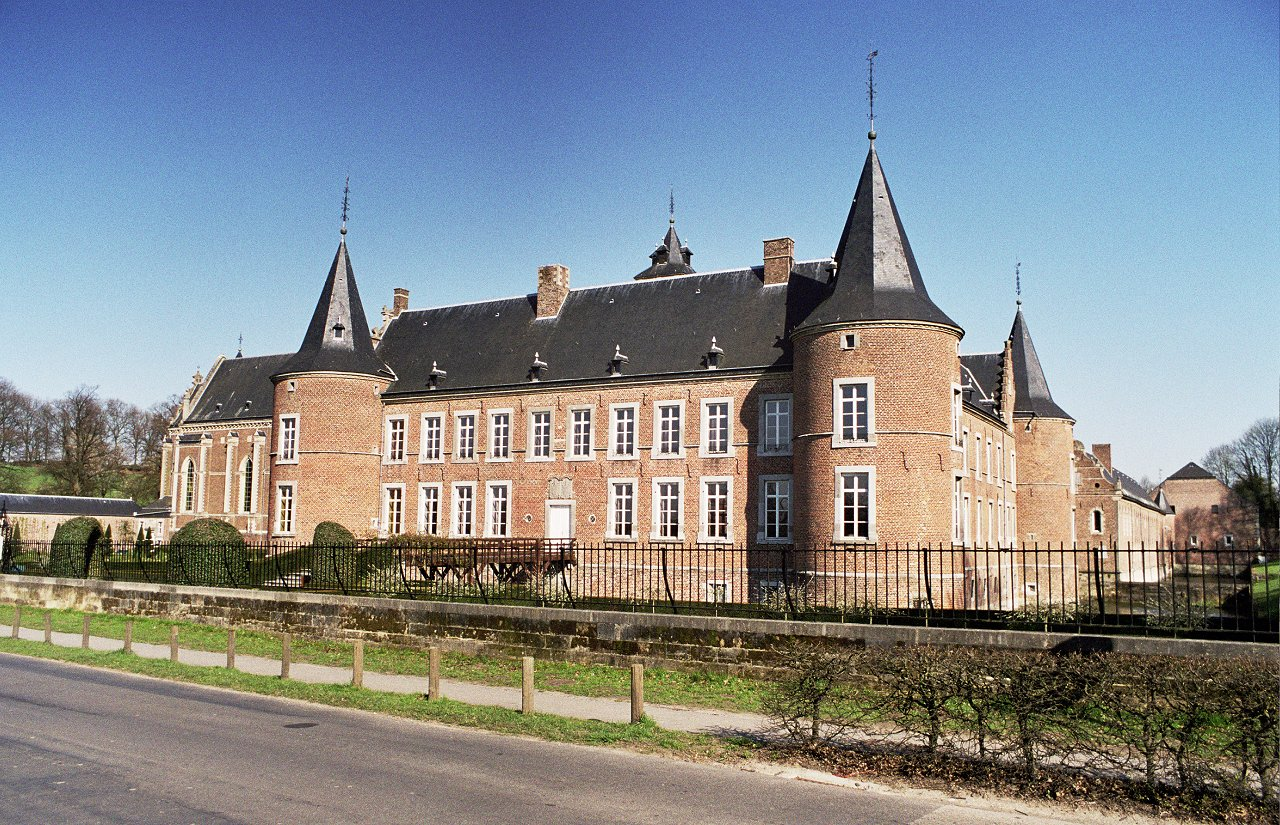
Westvleugel van kasteel Alden Biesen met tuin van de landcommandeur

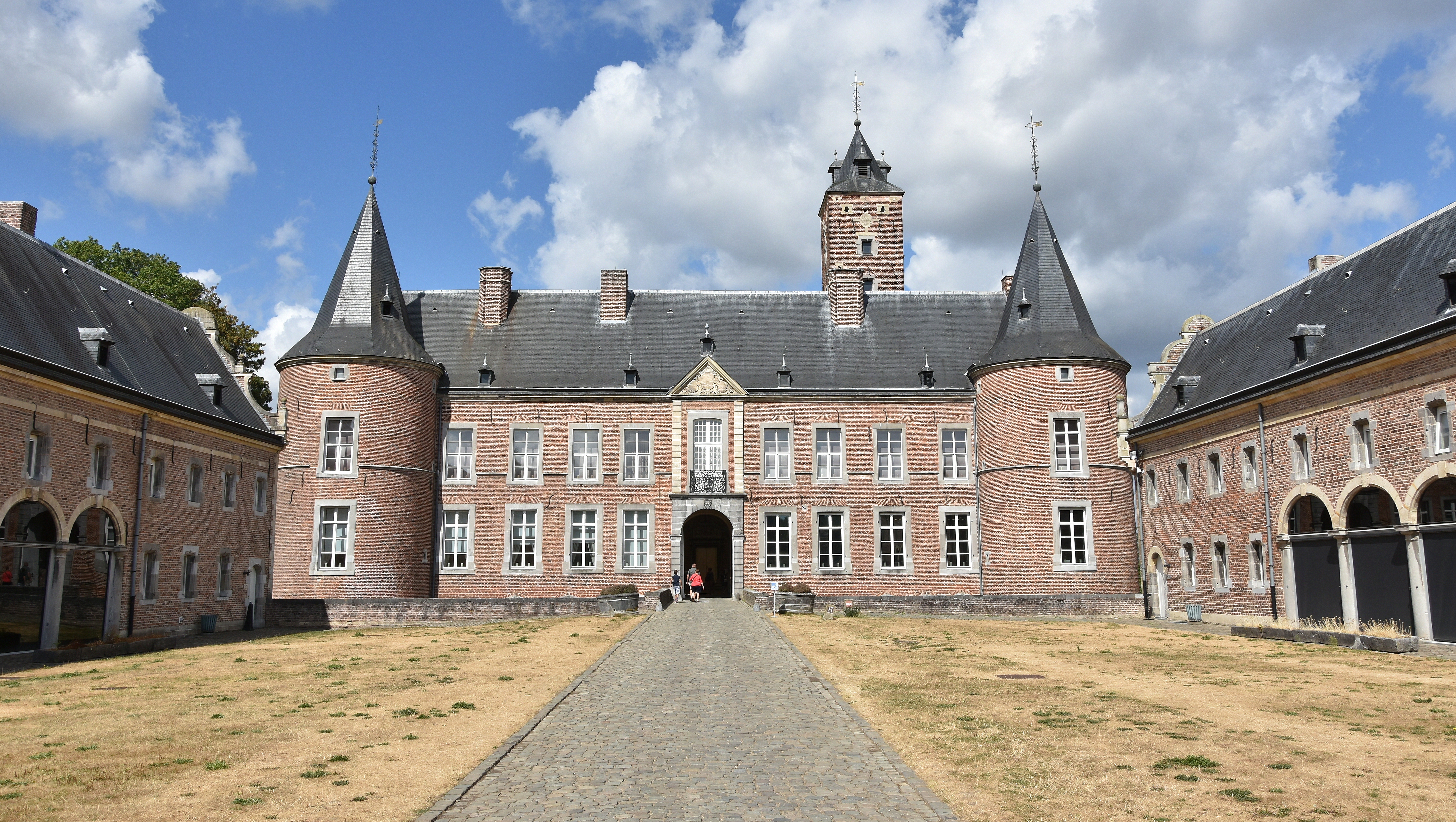
Waterkasteel en voorhof

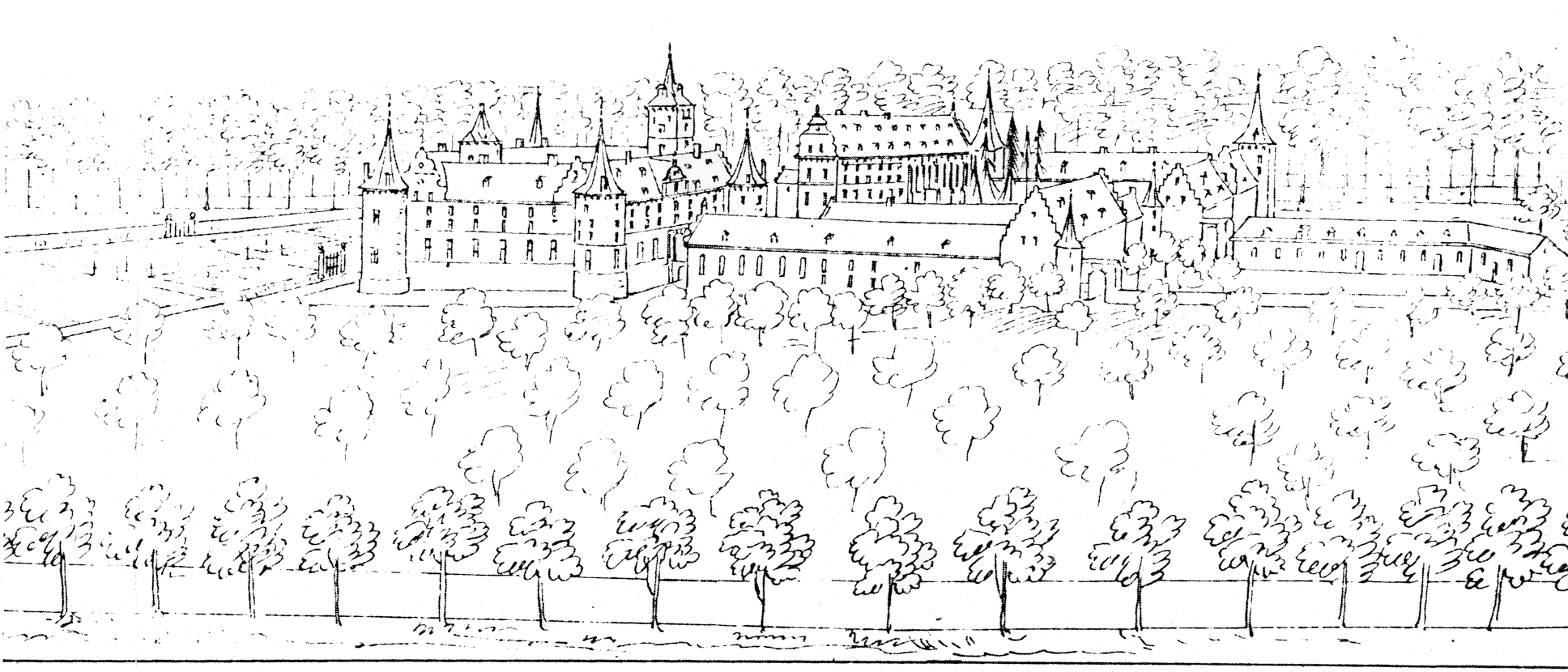
Alden Biesen in 1749 met de afsluitende voorburchten, tekening van Remacle Leloup

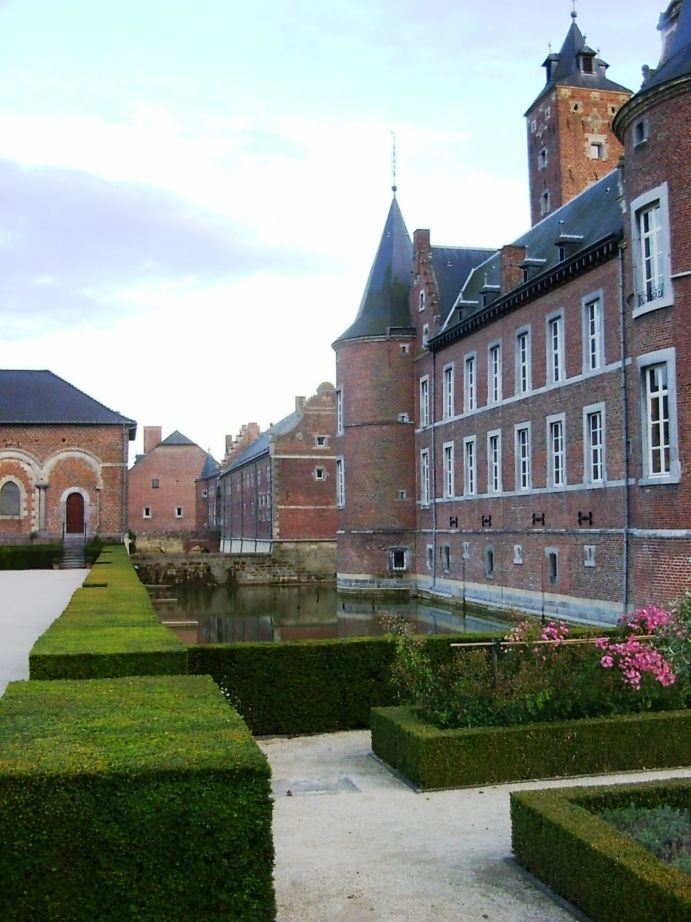
Noordvleugel van waterburcht, gezien vanuit de Franse tuin

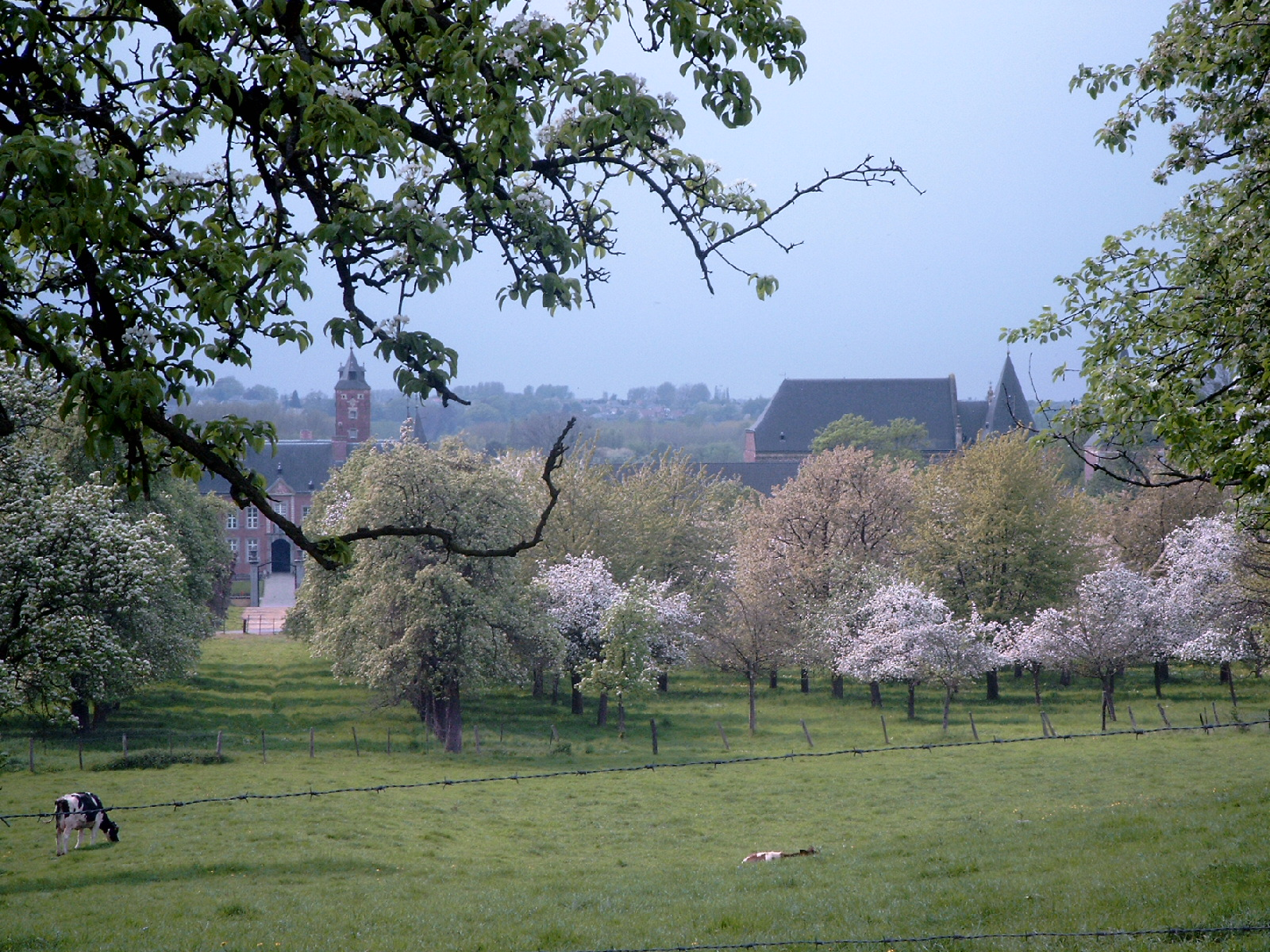
Algemeen gezicht op Alden Biesen gezien vanuit het oosten

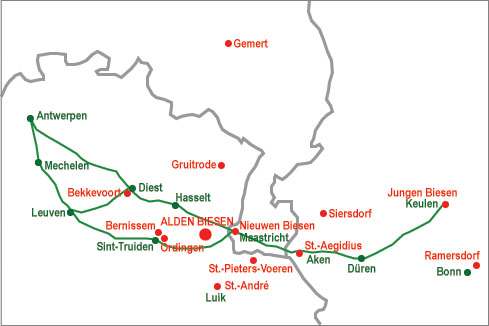
Alden Biesen en zijn 12 onderhorige commanderijen in 1700

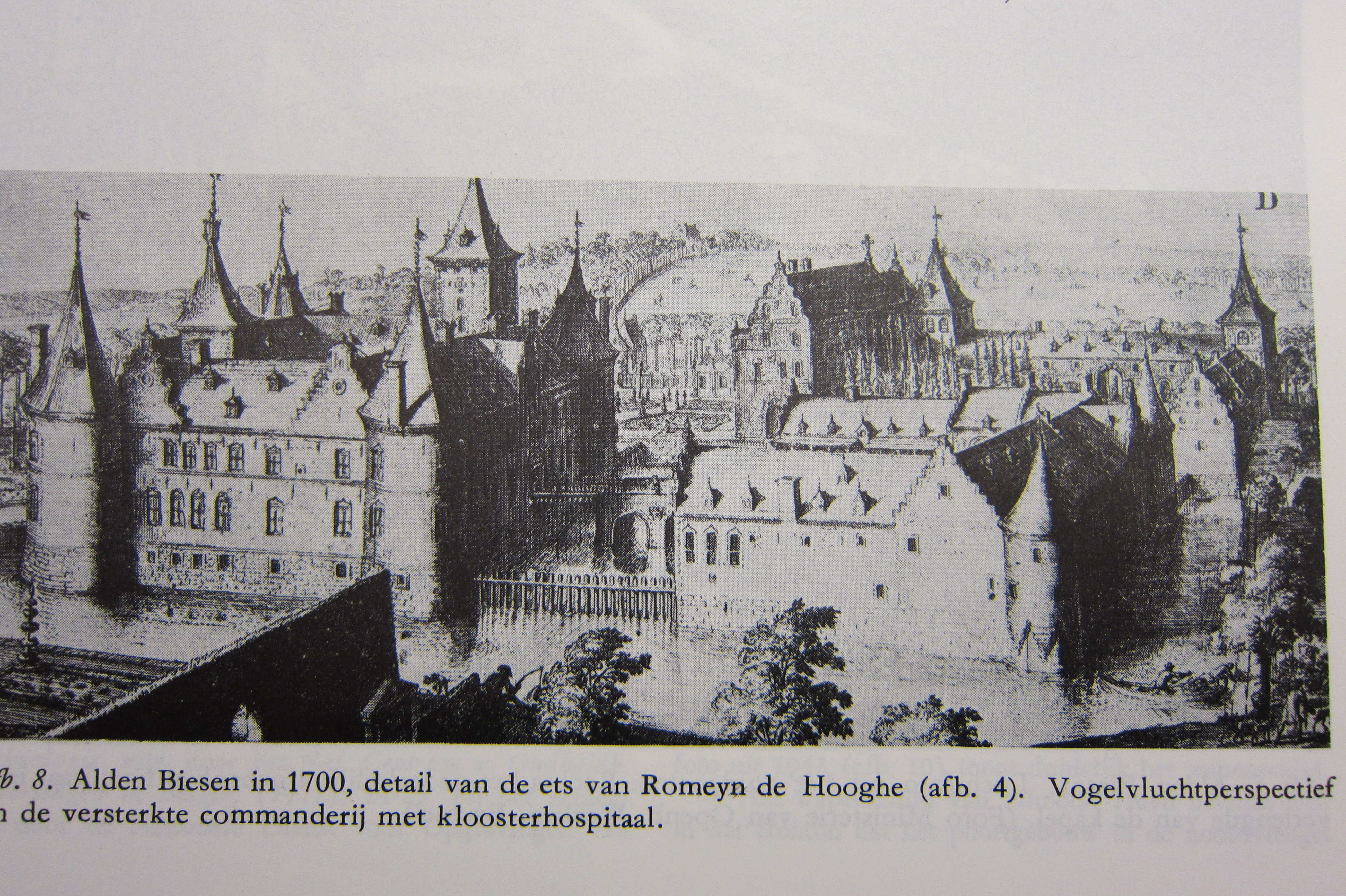
Detail van ets perspectiefgezicht op Alden Biesen in 1700 vanaf het zuiden gezien

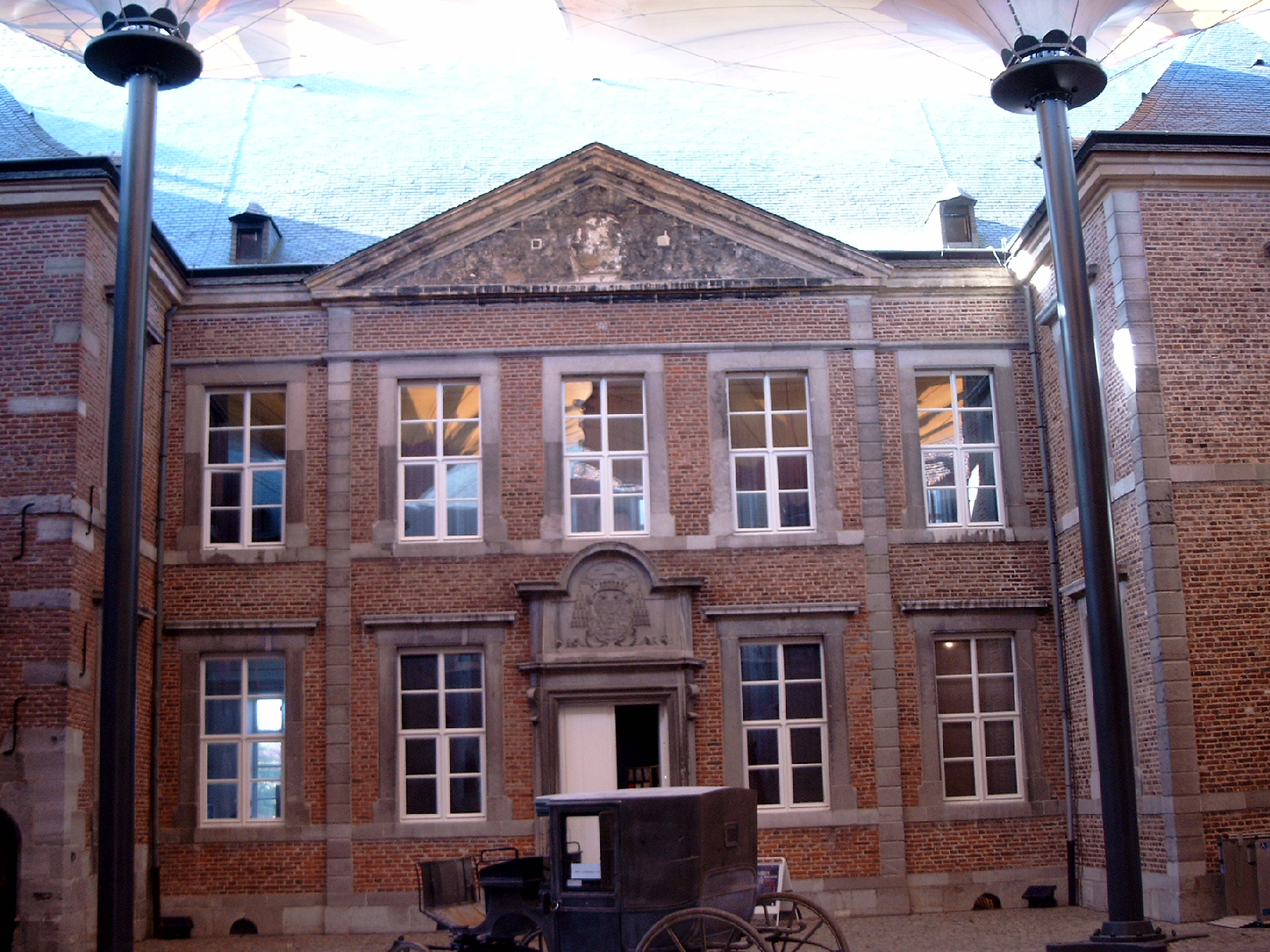
Westgevel van erekoer met middenrisaliet onder driehoekig fronton

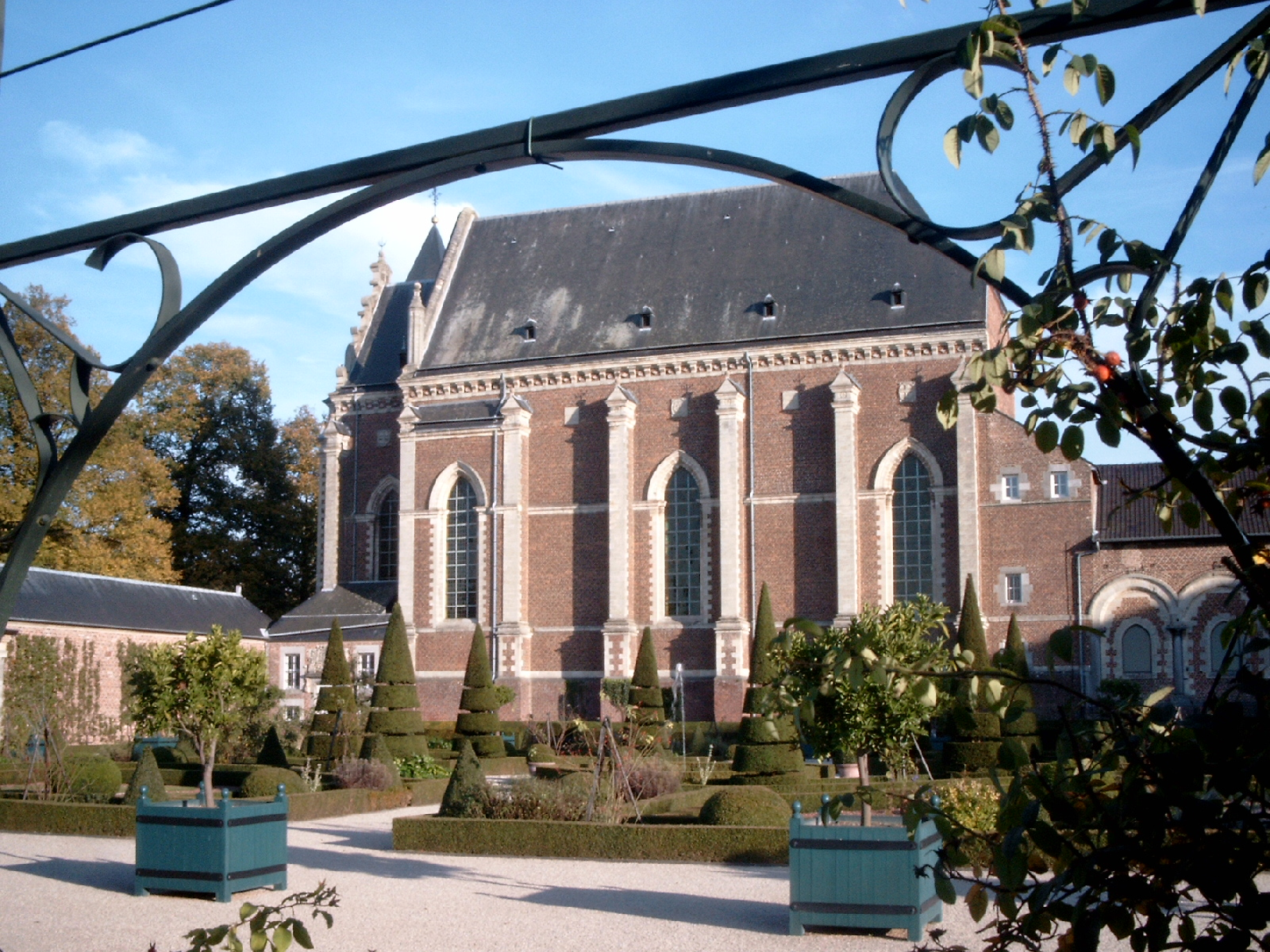
Kerk van Alden Biesen gezien vanuit de Franse Tuin

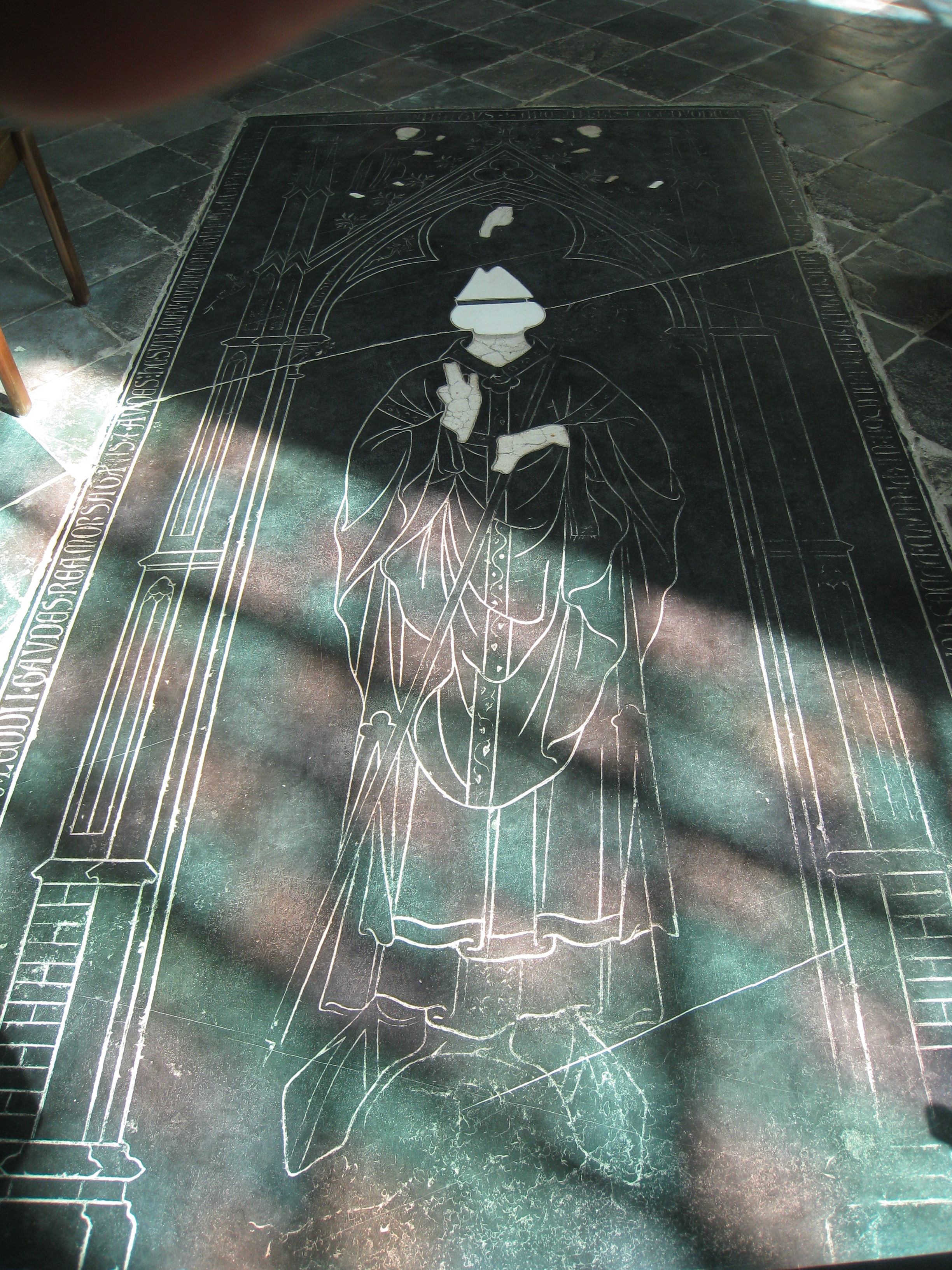
Grafplaat van bisschop Edmund von Werth in kerk van Alden Biesen

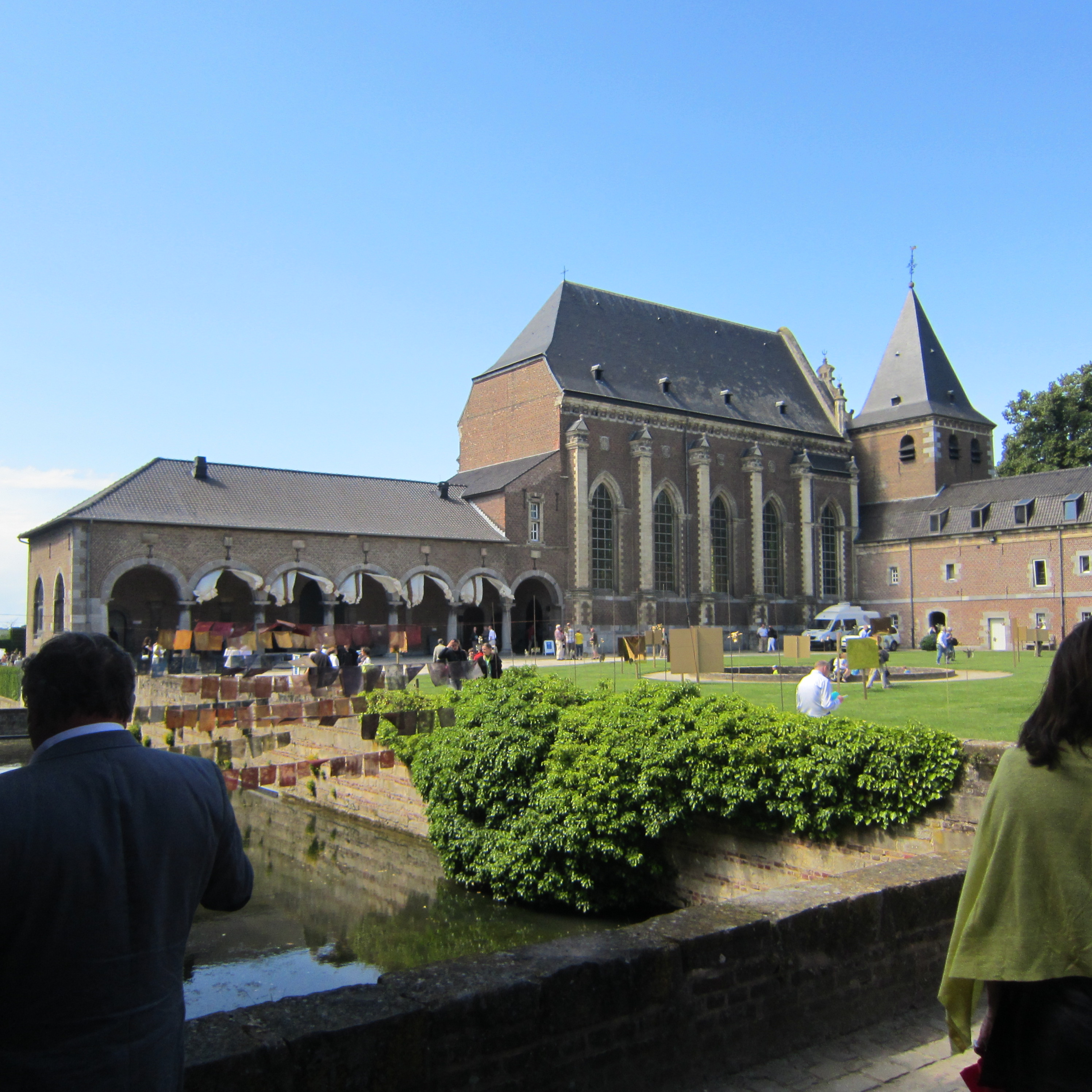
Gezicht op kerk, gaanderij en buitenhof met drenkplaats op Dag Oude Muziek 2012

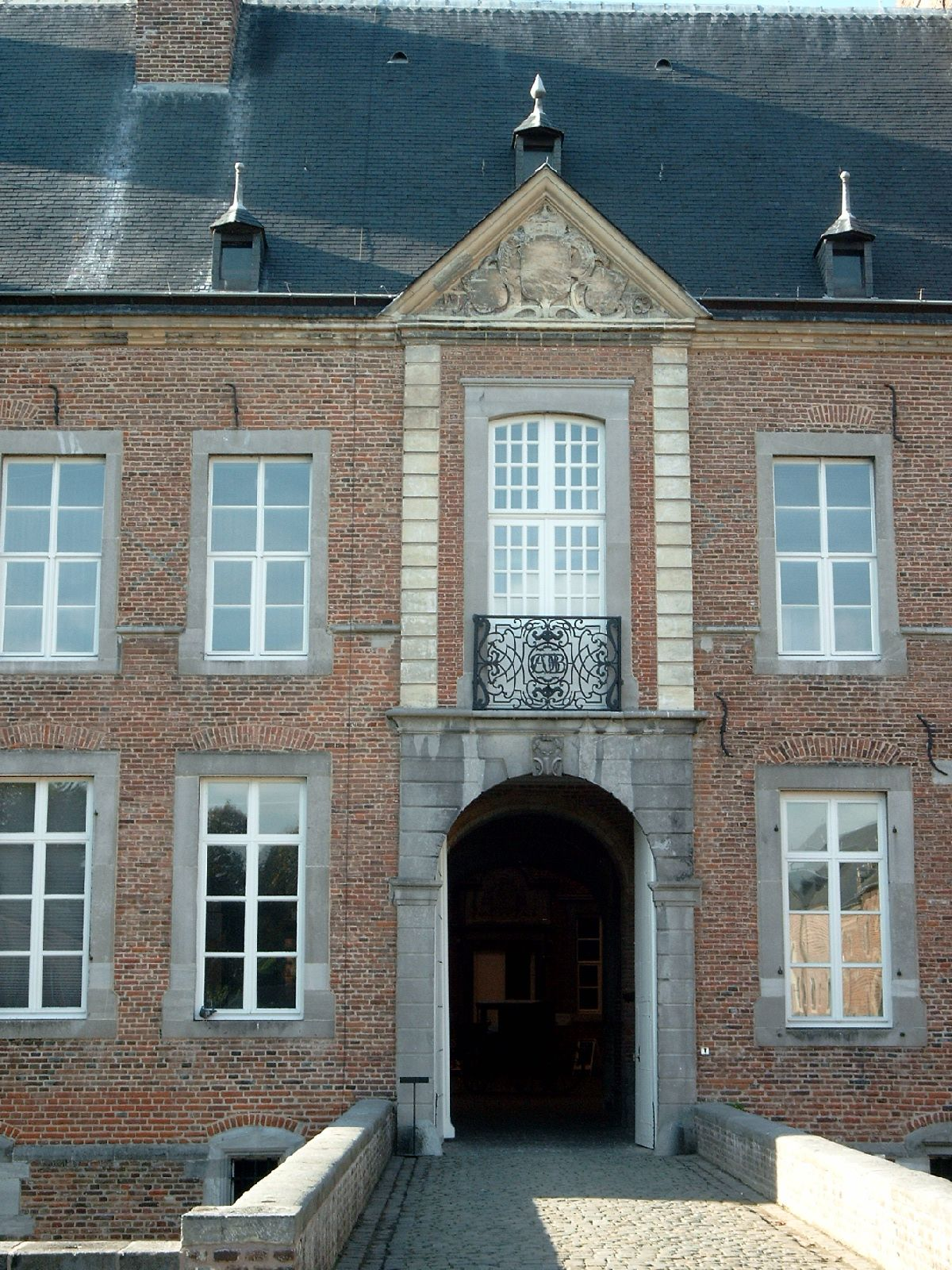
Gezicht op oostvleugel waterburcht met toegangspoort naar erekoer

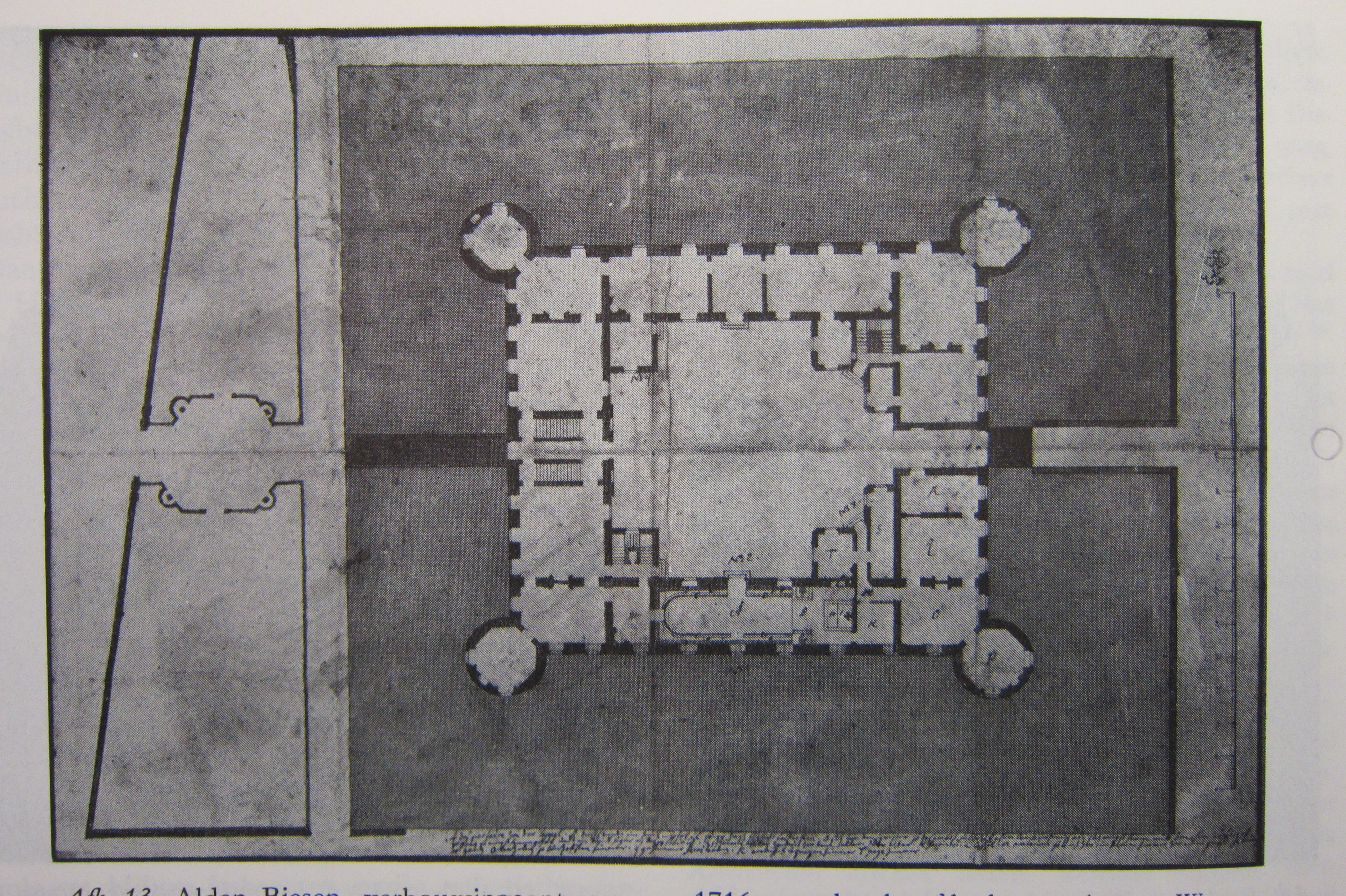
Plan van verbouwingsontwerp (1716) van waterburcht, noordrichting naar boven

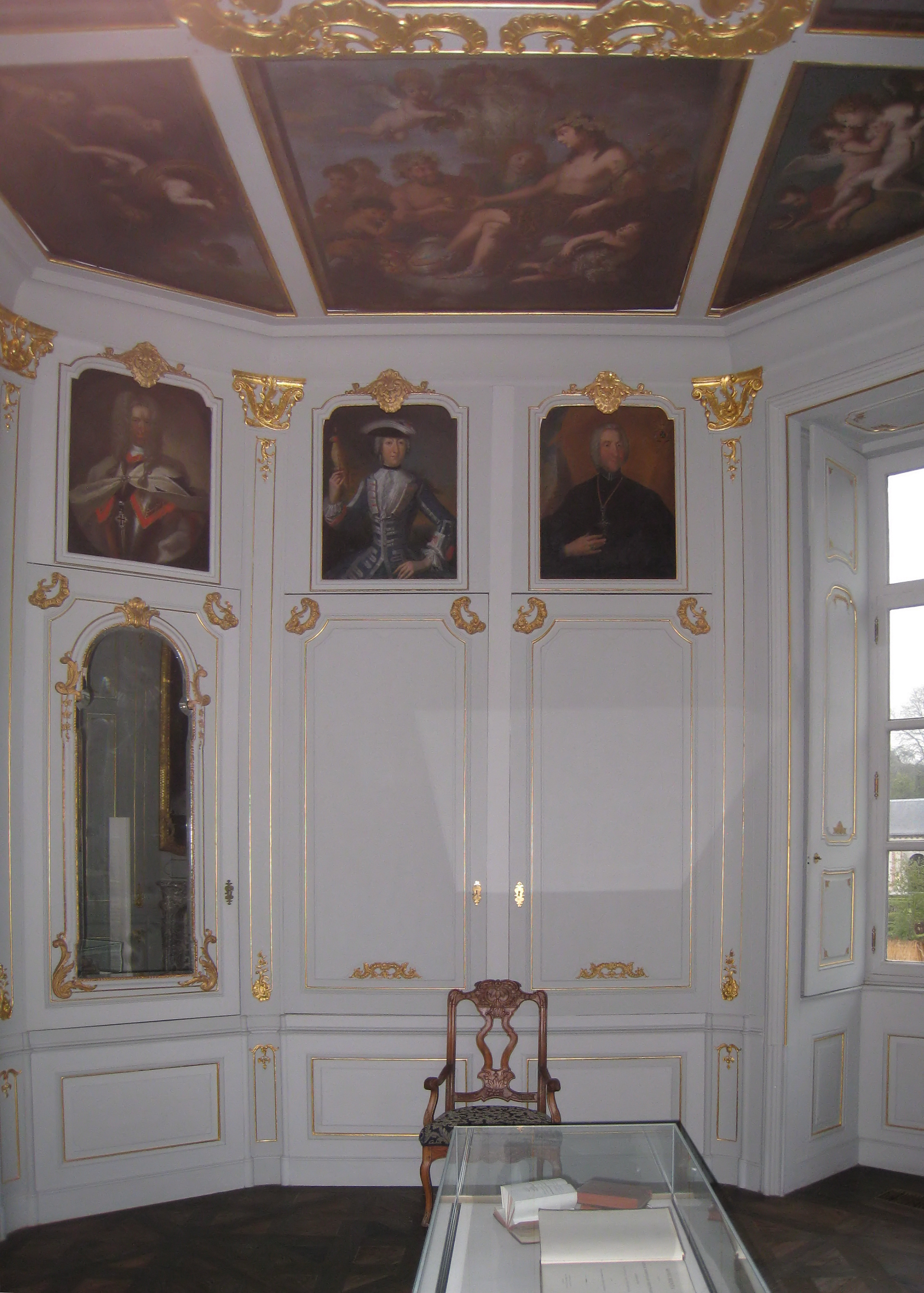
Bibliotheek van landcommandeur Ferdinand von Sickingen in noordoostelijk gelegen hoektoren

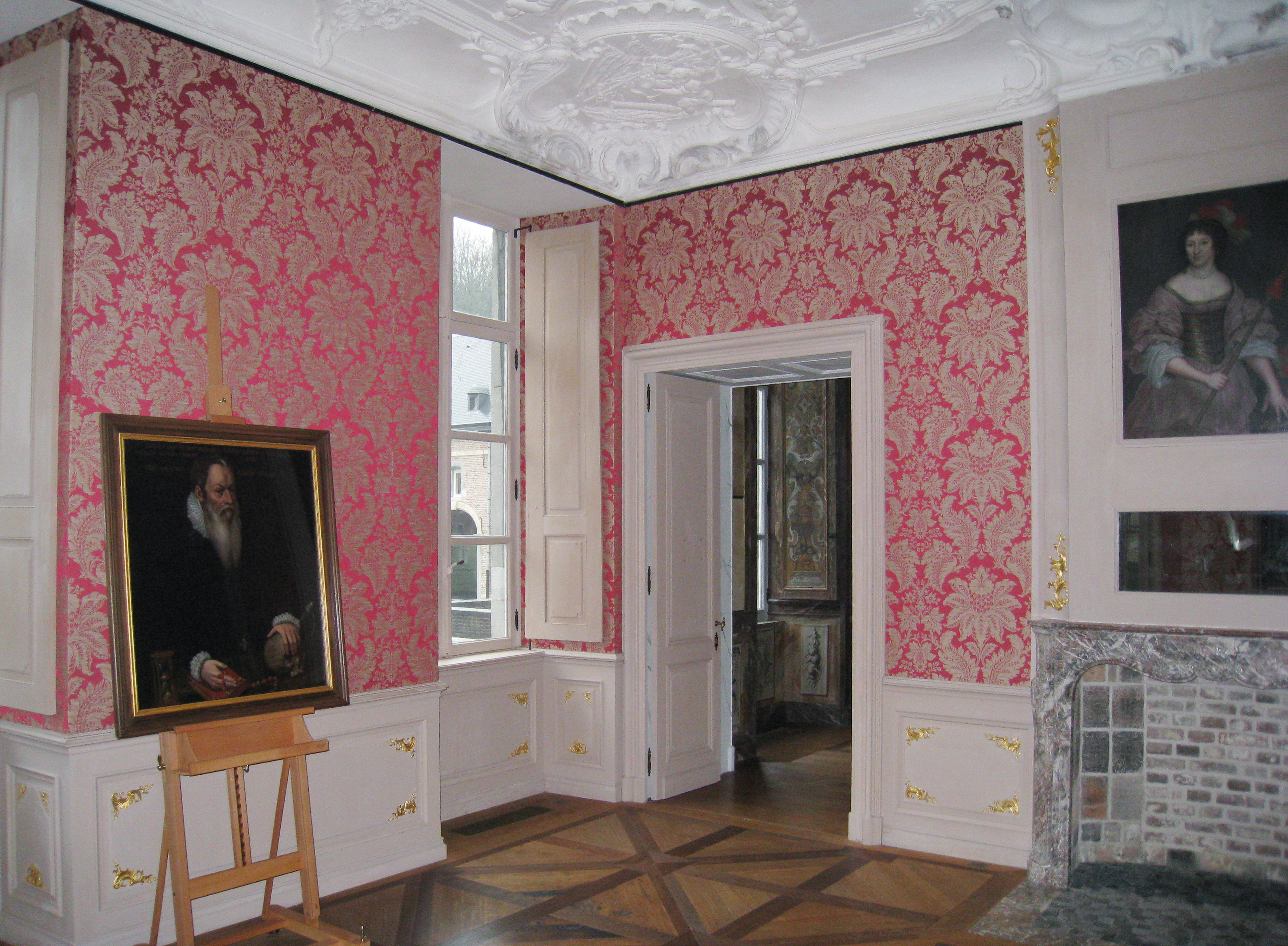
Salon van landcommandeur Edmond Godfried von Bocholz

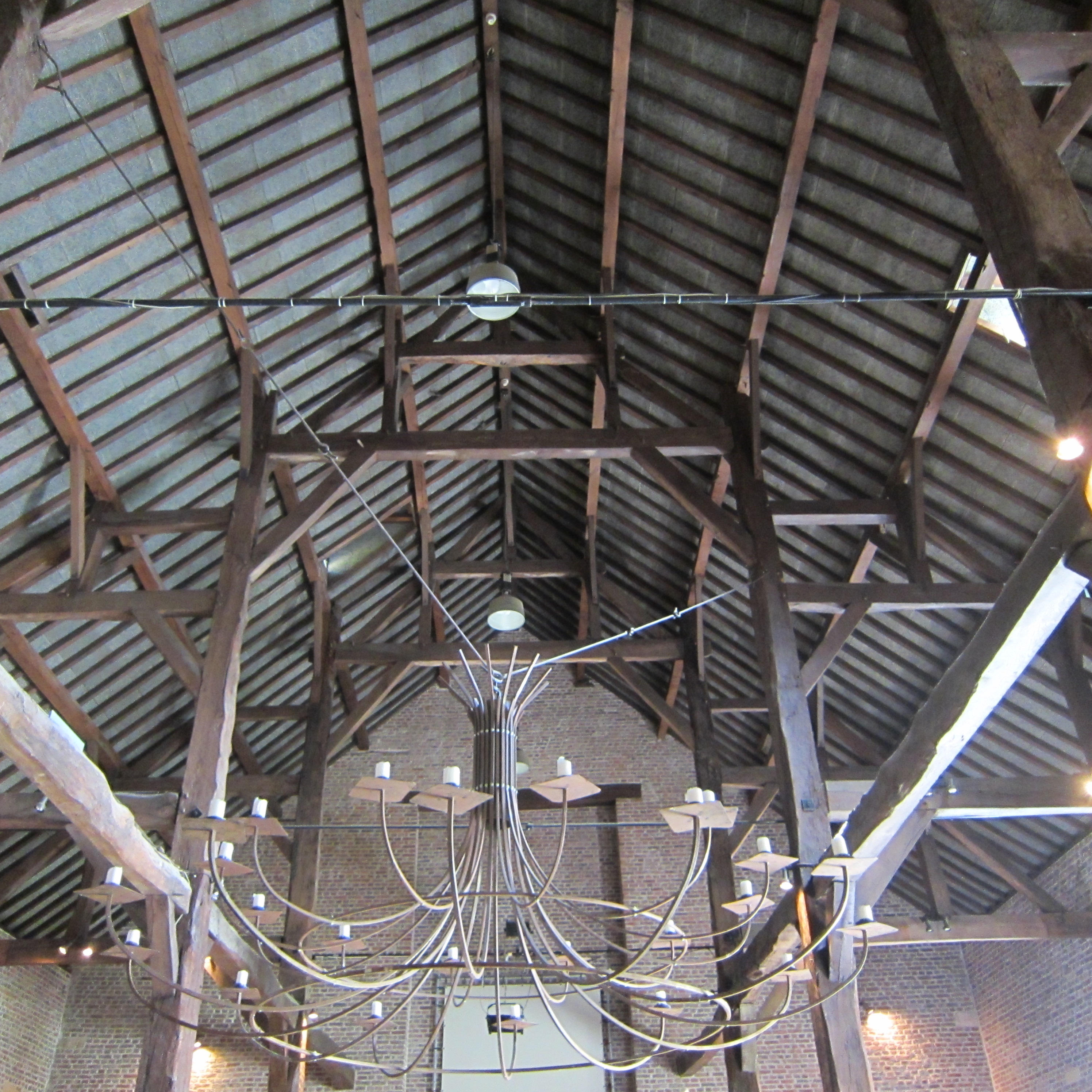
Binnengezicht van tiendenschuur tegenover de rijschool

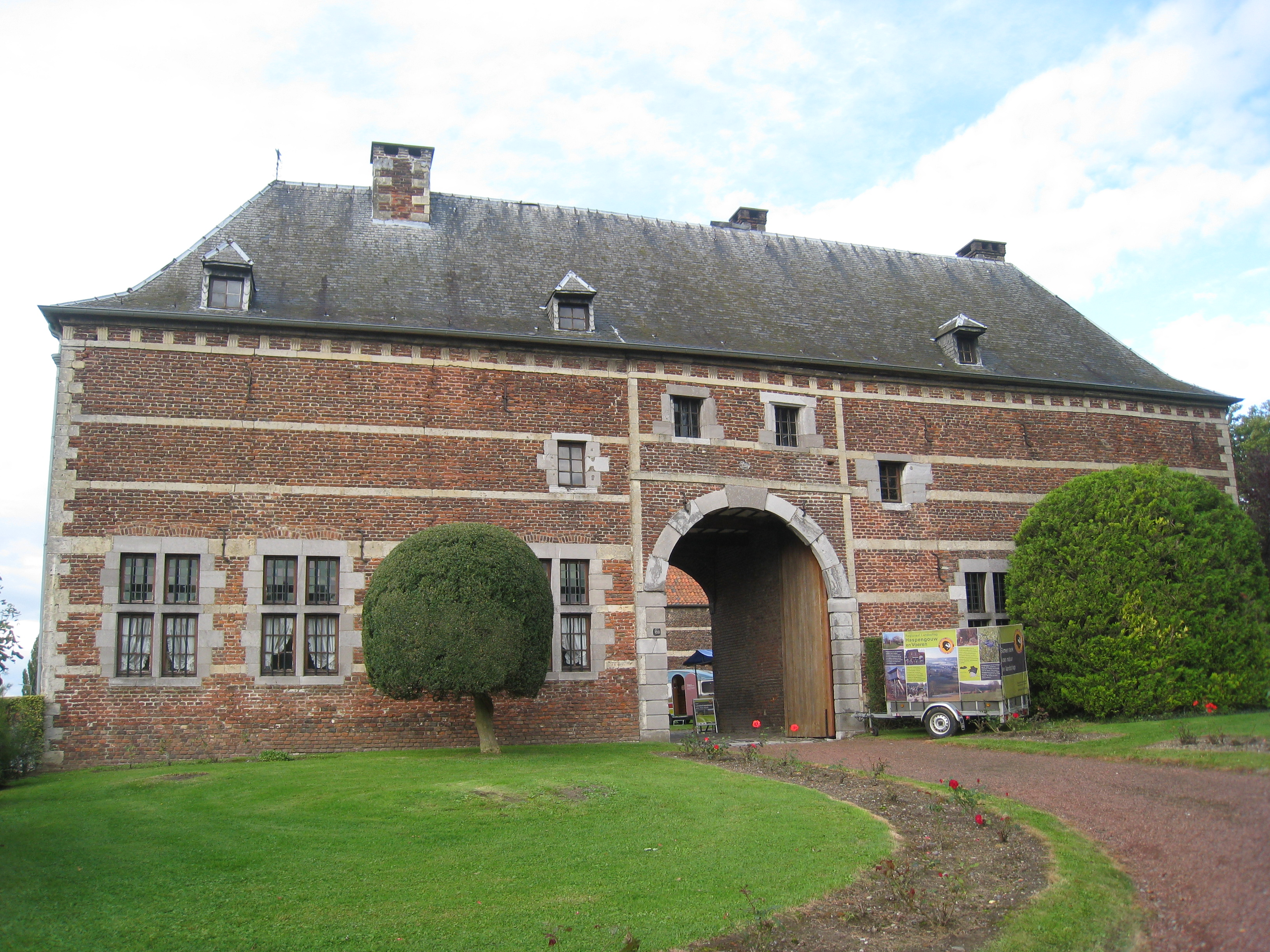
Rentmeesterij

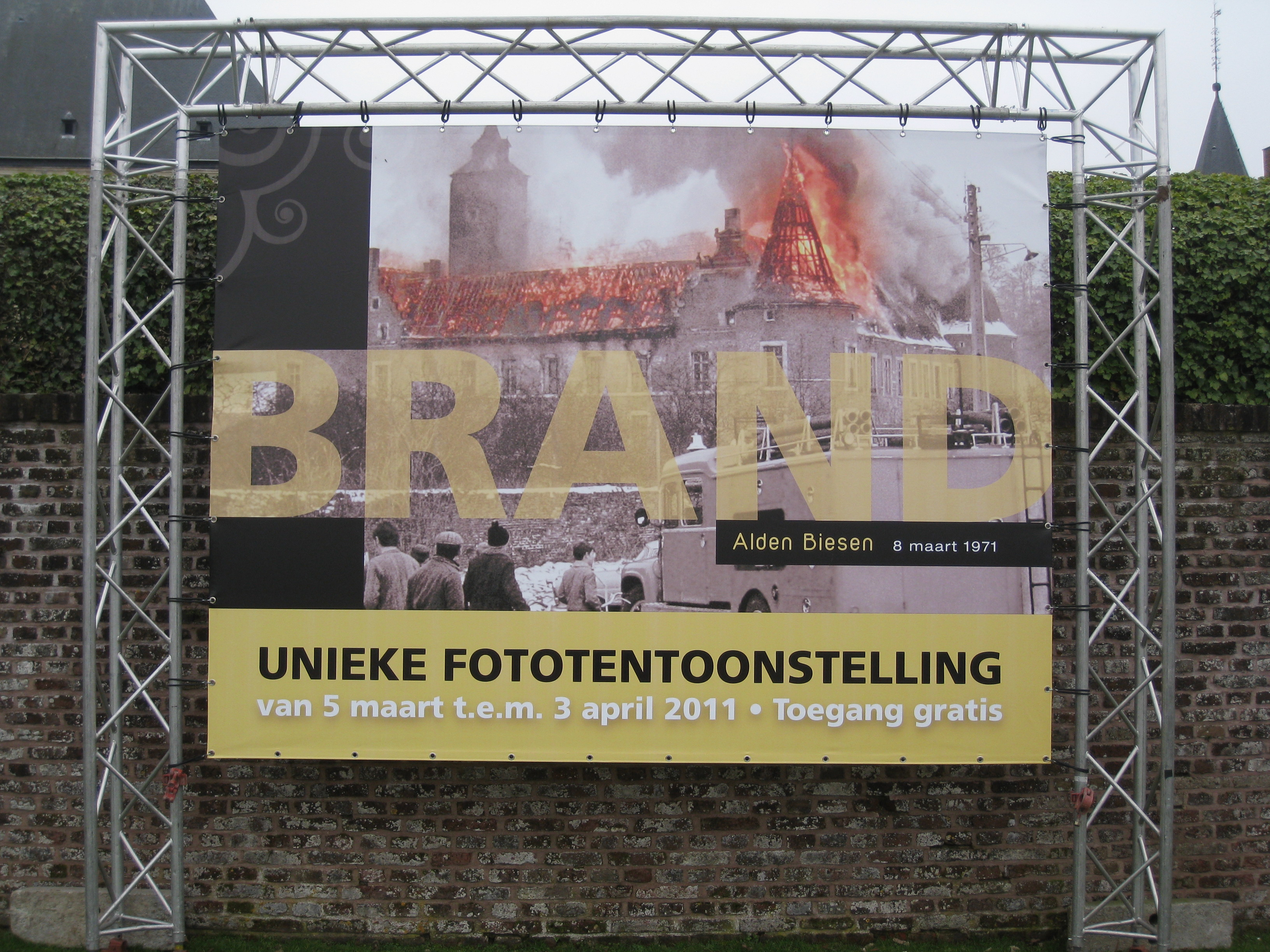
De brand van 8 maart 1971

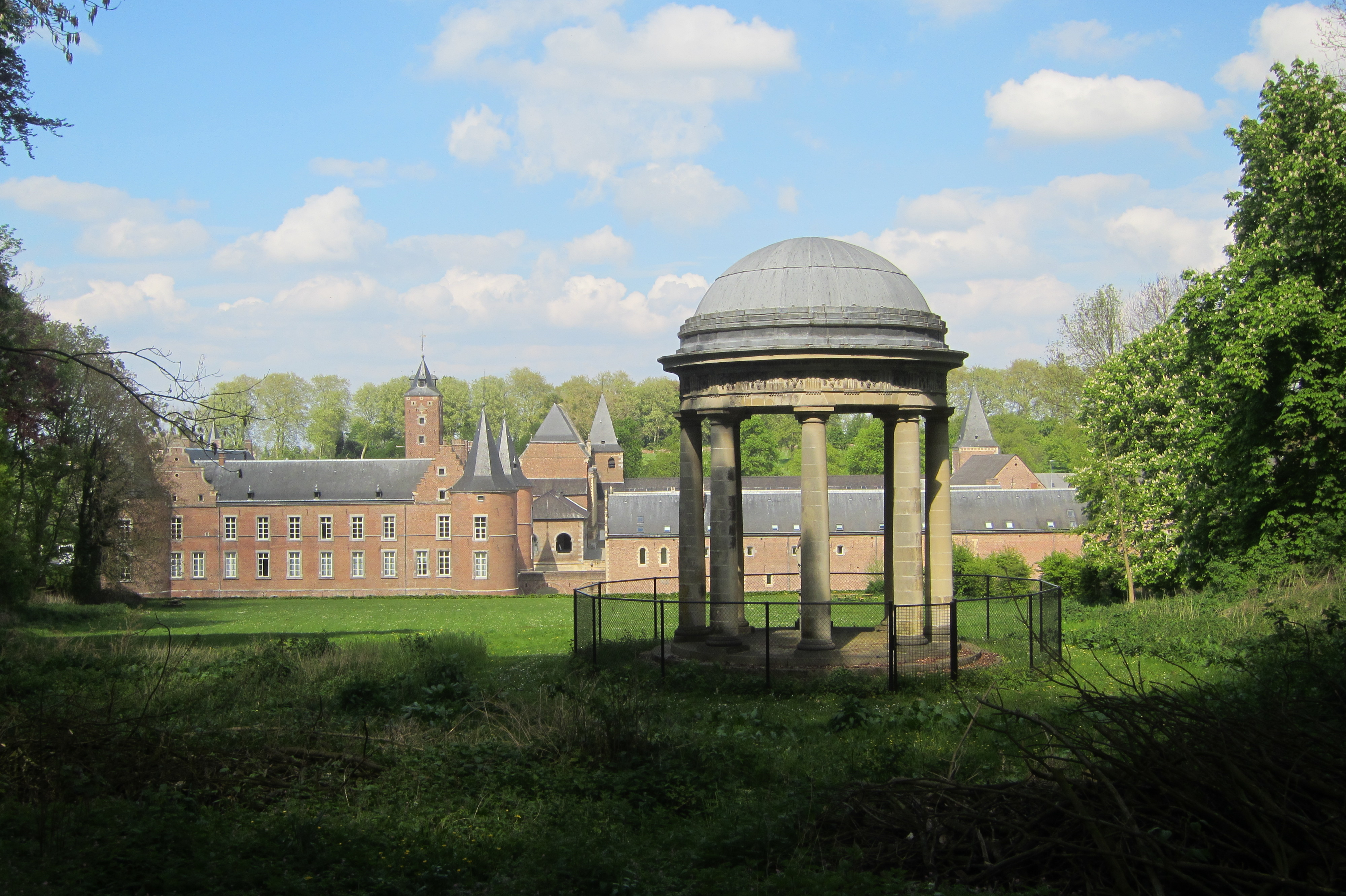
Zuidgezicht op Alden Biesen met Minervatempel (voor 2018)

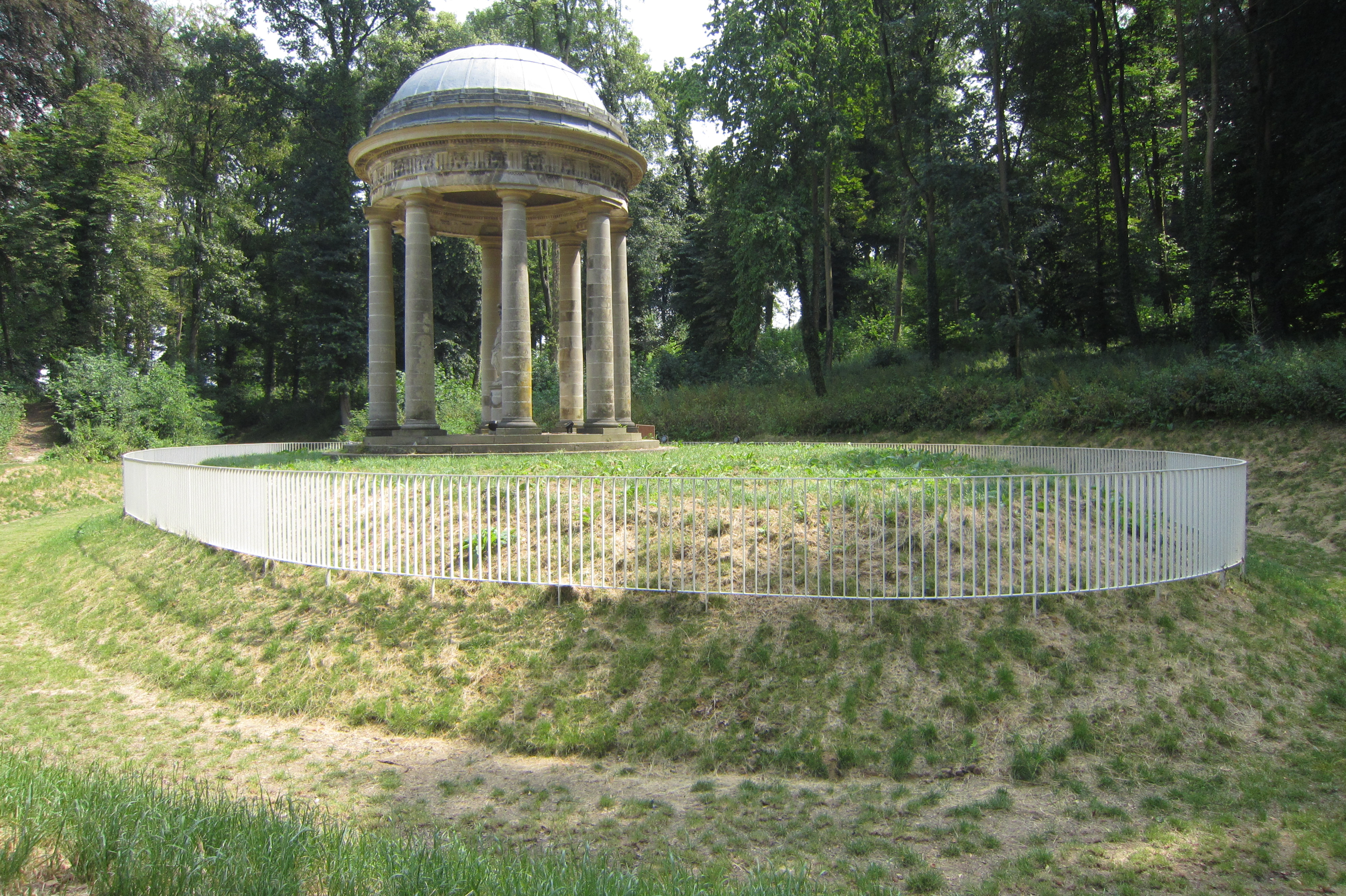
Engelse Tuin rond Minervatempel, 2018

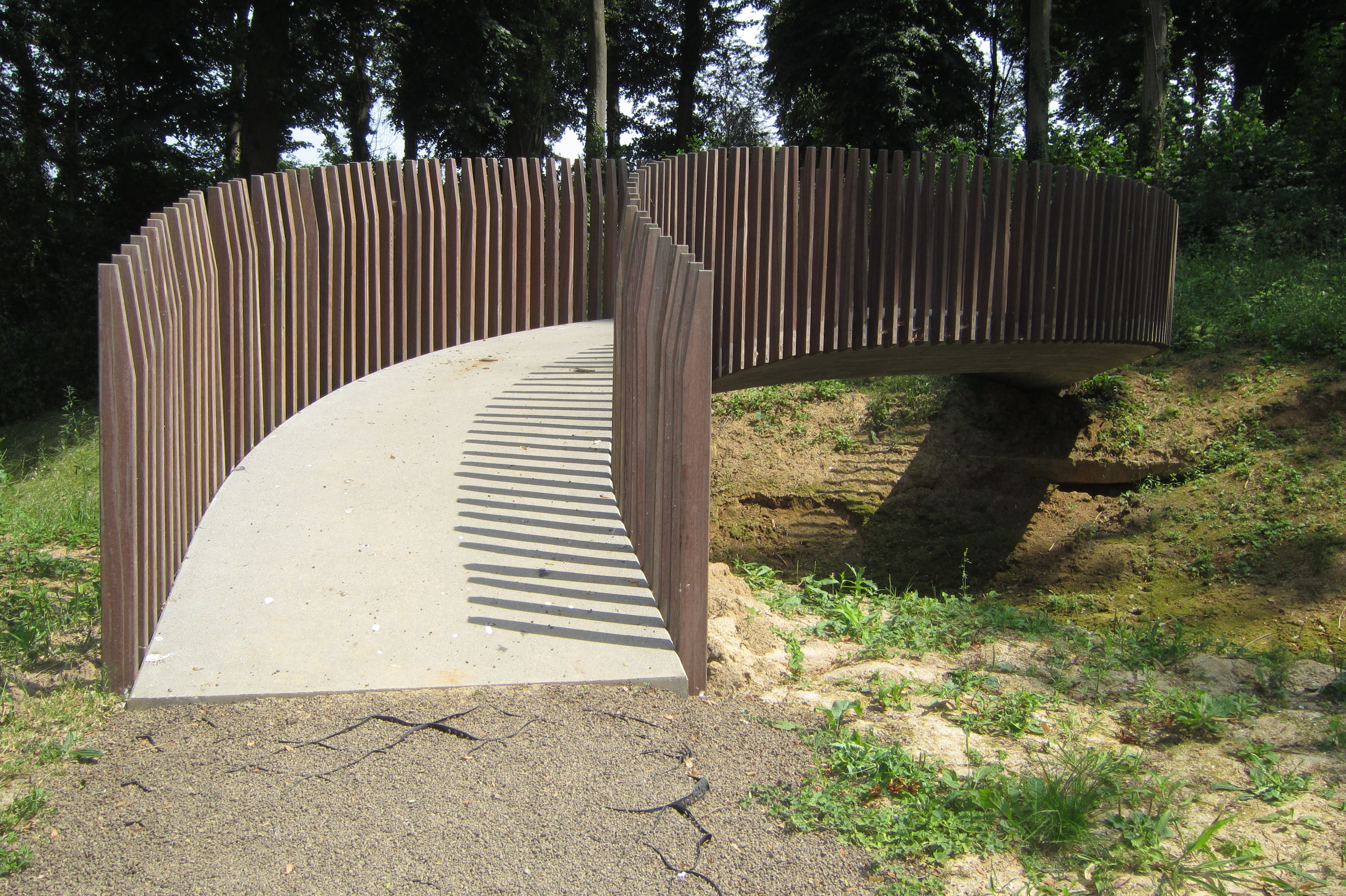
Nieuwe brug in Engelse Tuin (2018)

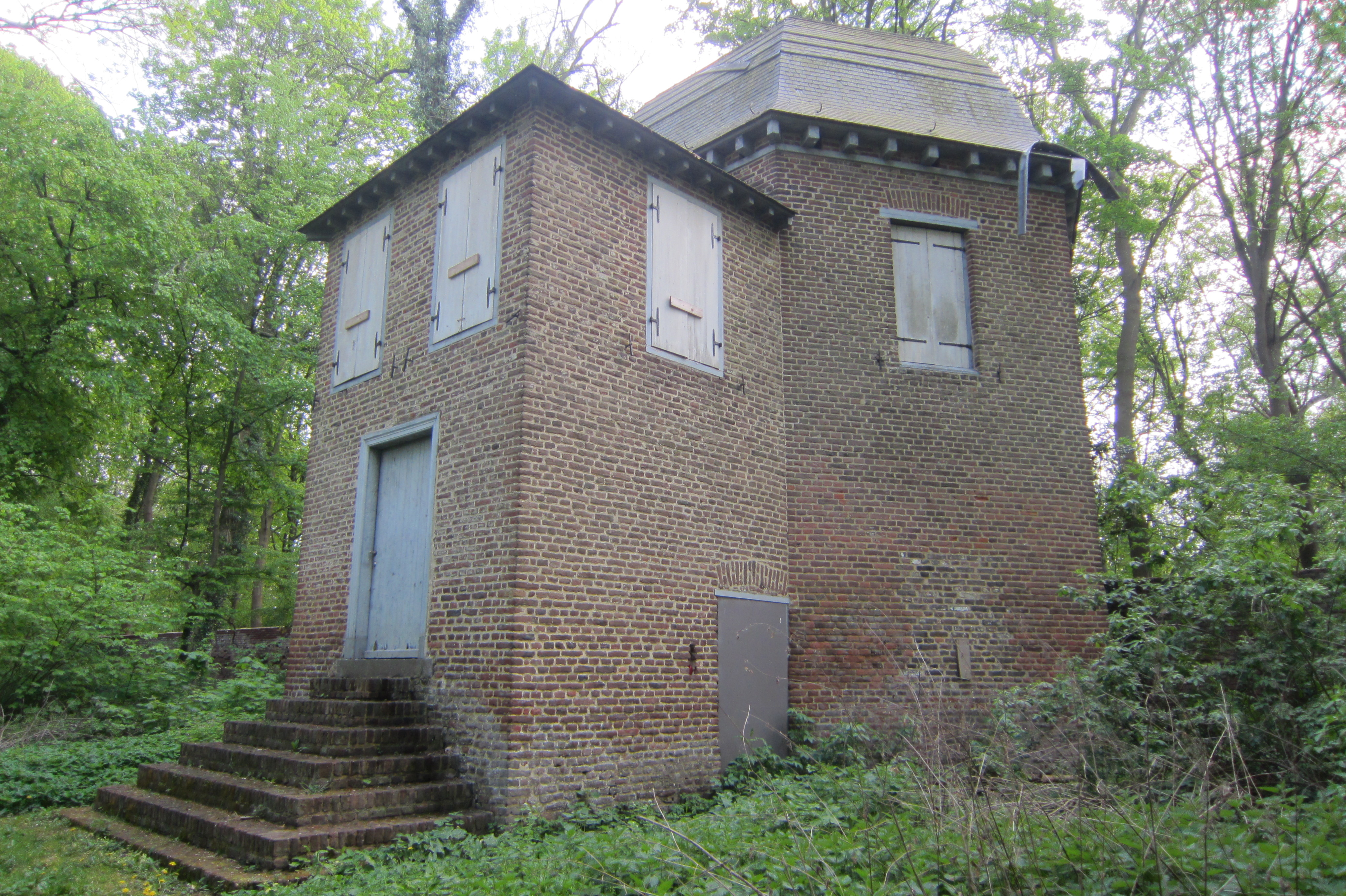
Zomerpaviljoen met ijskelder in Engelse Tuin

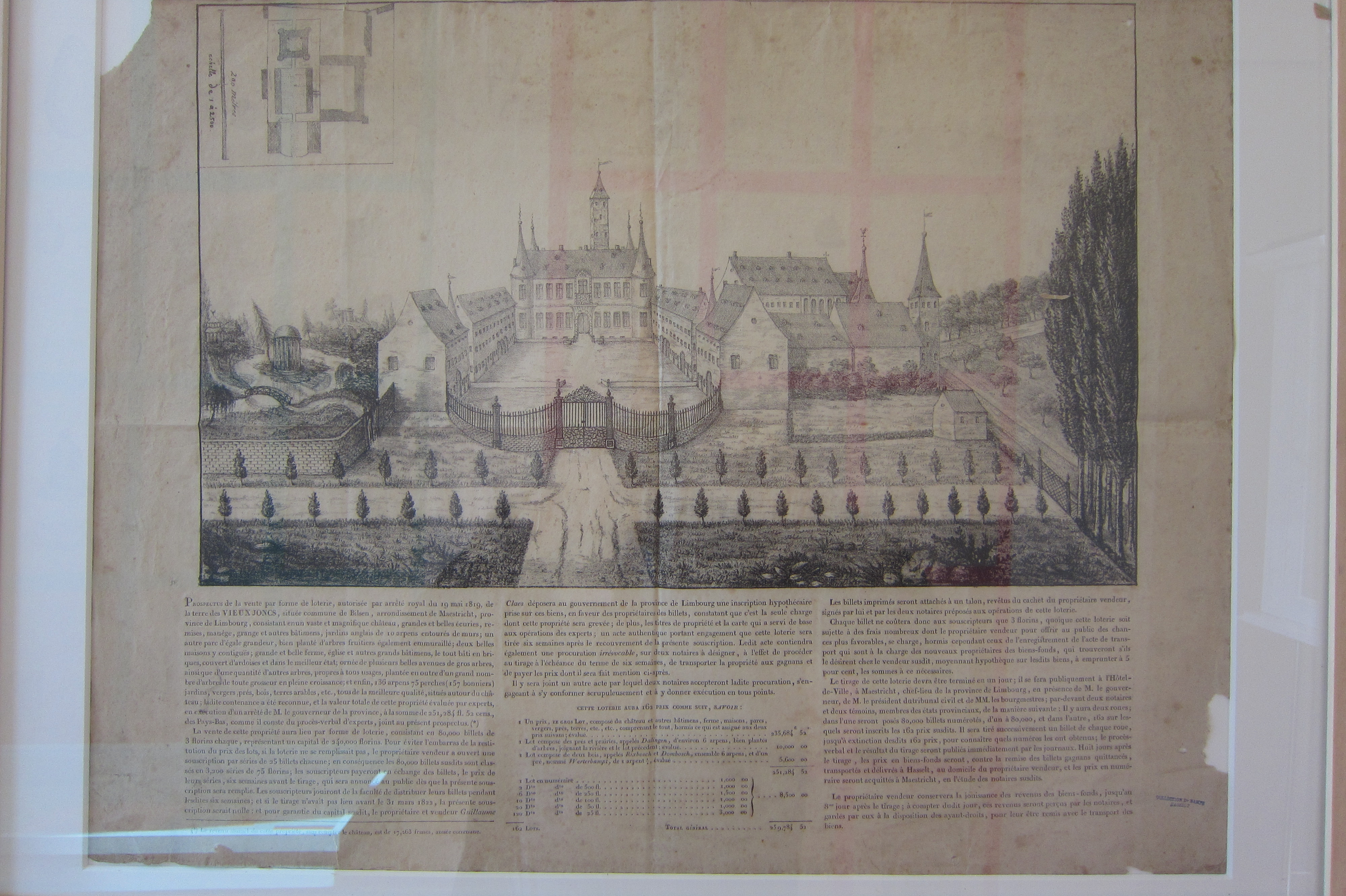
Loterijaffiche, Brussel 1819/1822, privéverzameling

Alden Biesen is de vroegere landcommanderij van de Duitse Orde in Rijkhoven, Bilzen en tot 1795 de hoofdzetel van de balije Biesen. Alden Biesen is nu uitgebouwd tot een cultuurcentrum van de Vlaamse Overheid. De architecturale uitwerking van het geheel geeft blijk van een verrassende dualiteit tussen enerzijds een middeleeuwse besloten waterburcht met krijgskundige betekenis en anderzijds geeft het geheel vorm aan een weids openliggend classicistisch opgevat kasteel.

## Alden Biesen vroeger
De landcommanderij Alden Biesen met aan het hoofd een landcommandeur, was de hoofdzetel van de balije Biesen van de Duitse Orde in het land van Maas en Rijn vanaf 1220 tot het einde van het ancien régime. Deze balije bevatte het priesterconvent en administratief centrum Commanderij Nieuwen Biesen te Maastricht (in 1468 overgegaan van Kleine Biesen te Geleen naar Maastricht) en de Commanderij van Sint-Andreas, een stadsresidentie te Luik, waar het hoofd van de balijepriesters, de grootpastor resideerde. De tien onderhorige commanderijen (bevattende stadsresidenties, kastelen en pachthoeven met uitgestrekte landerijen), werden elk van hen beheerd door een commandeur, onder het gezag van de landcommandeur. De twaalf verschillende commanderijen lagen verspreid over het huidige Belgisch Limburg, Nederlands Limburg, Vlaams-Brabant, Noord-Brabant en het huidige Duitse  Noord-Rijnland. De landcommandeur zelf stond onder het gezag van de grootmeester van de Duitse Orde.
De twaalf onderhorige commanderijen van Alden Biesen, in volgorde van verwerving en aanhechting aan de landcommanderij waren:
- Commanderij Bekkevoort bij Diest (in 1229-1230)
- Commanderij van Bernissem of Bernshem, bij Sint-Truiden (rond 1235)
- Commanderij van Sint-Pieters-Voeren (1242)
- Commanderij van Sint-Andreas in Luik (1254)
- Commanderij Siersdorf in het Rijnland (1255)
- Commanderij Gemert; bestaande uit de Rijksheerlijkheid Gemert in Noord-Brabant (1270)
- Commanderij Ordingen onder Sint-Truiden
- Commanderij Sint-Aegidius of Commanderij Sint-Gilles in Aken (1328)
- Commanderij Nieuwen Biesen in Maastricht (1362)
- Commanderij Ramersdorf bij Bonn (1371)
- Commanderij van Gruitrode in de Limburgse Kempen (1417)
- Commanderij Jungen Biesen bij Keulen

De commanderijen situeerden zich bijna alle op de Oost-Westverbinding tussen Keulen, Aken, Maastricht en Leuven met als uitzondering de Rijksheerlijkheid Gemert in het hertogdom Brabant. 
De jongste commanderij, onderhorig aan Alden Biesen, was de Commanderij Aschaffenburg die door toedoen van landcommandeur Damian Hugo Philipp von Schönborn in 1749 toegevoegd werd aan Alden Biesen.
Op een ets uit omstreeks 1700 van de hand van Romeyn de Hooghe opgevat als een wandkalender staan de gebouwen van de landcommanderij afgebeeld. De waterburcht is nog voorzien van gesloten en met een slotgracht omringde voorburchten met buitenhof en kerk. Rondom de centraal geplaatste afbeelding van de landcommanderij staan de 12 onderhorige commanderijen afgebeeld met titel en wapen.

## De bouwgeschiedenis, brand en renovatie

### Algemeen
Het gebouwenbestand van Alden Biesen, gegroepeerd rond drie hoven (buitenhof, voorhof en tuin orangerie) vormt een organisch geheel dat via bedachte verkeersassen goed aansluit op het bestaande wegennet naar Hoeselt en Bilzen en weidser naar Maastricht.

### De opbouw van de landcommanderij
De zes eeuwen durende uitbouw van deze landcommanderij is sterk verweven met het wel en wee van de Duitse Orde. Na het debacle in Palestina verplaatste de ridderorde haar activiteiten naar West- en Oost-Europa. De orde groeide in de eerste helft van de 13e eeuw via door keizer en paus toegelaten schenkingen onder grootmeester Herman van Salza uit tot een politieke factor van groot belang. De orde verwierf alzo een enorm arsenaal aan bezittingen zoals stadsresidenties, kastelen, pachthoeven van Spanje tot het Balticum.
In de eerste helft van de 13de eeuw stond er in Rijkhoven (nu deelgemeente van Bilzen) een kapel waar zich een Mariadevotie met bedevaarten naar een miraculeus Mariabeeld ontwikkelde. In een groots gebaar van voorbedachte gulheid schonken graaf Arnold III van Loon en zijn zus Mechtildis van Are, de abdis van Munsterbilzen, met instemming van haar kapittel, in 1220  die kapel te Biesen met al haar rechten en aanhorigheden aan de Duitse Orde. Hugo II, prins-bisschop van Luik, bekrachtigde via een oorkonde de  Acta vero sunt hec anno dominice incarnationis MCCXX deze schenking.
Rondom de kapel kwamen, met ondersteuning door ridders en priesters van de Duitse Orde, gebruikelijke bijgebouwen, zoals een gasthuis ter verzorging van de passanten op weg naar Santiago de Compostella. Biesen was immers gelegen op een belangrijke handelsroute: de grote Oost-Westverbinding van het Maas-Rijnland via Brabant naar Vlaanderen. Die zorgde voor een toenemende populariteit.
De naam Biesen komt van het zompige gebied begroeid met biezen waarin het goed gelegen was.
Na de schenking van het goed aan de Fratres Domus Hospitalis Sanctae Mariae Teutonicorum in Jerusalem of de Broeders van het Hospitaal van Onze-Lieve-Vrouw der Duitsers in Jeruzalem, bouwden de ridders van de orde een nederzetting uit op de geschonken gronden. Dit kon dankzij de inkomsten in geld en natura van schenkingen. Biesen groeide alzo in het begin van de 14e eeuw uit tot hoofdzetel van de balije Biesen, die in de loop der eeuwen twaalf onderhorige commanderijen in het Maas-Rijngebied zou tellen.
Omstreeks 1362 verliet de Duitse Orde het onveilige en vochtig gelegen Biesen om in de Commanderij Nieuwen Biesen in Maastricht haar nieuwe hoofdzetel van de balije Biesen te vestigen. De oude nederzetting, allengs Alden Biesen genoemd, bleef troosteloos achter en raakte in verval.
In 1543 keerde de Orde terug naar Alden Biesen en liet de toenmalige landcommandeur Winand van Breill op het vervallen domein een goed verdedigbare met water omgeven kloosterburcht bouwen met een robuust en gesloten karakter. Met de bouw van de klokkentoren was dit kasteel, opgetrokken in de traditie van de laat-middeleeuwse beveiligde waterburchten, in 1566 voltooid. In 1571 werd met de voorburchten begonnen die het toenmalige voorhof afsloten. Alden Biesen herrees. Het zou tot het einde van de 18e eeuw een permanente bouwwerf blijven waarbij elke nieuwe landcommandeur in de stijl van de tijd zijn eigen stempel drukte op de uitbouw van de landcommanderij.
In 1616 werd het zogenaamde gasthuis van Alden Biesen gebouwd. Daarin hield een priester van de Duitse Orde school voor de omwonende jeugd. Het werd in 1716 een herberg voor ambachtslui, winkeliers, bezoekers en vreemd personeel.
Onder landcommandeur Godfried Huyn van Geleen verrees er een nieuwe barokke kerk (gebouwd in 1634-1638) ter vervanging van de oude middeleeuwse O.-L.-Vrouwekapel. Aan de rijke stoffering ervan werkten Luikse ambachtslui. In het gaanpad naar het altaar is het middeleeuwse graf van de bisschop van Koerland, Edmund von Werth aangebracht en afgedekt met kalkstenen grafplaat met de beeltenis van bisschop in pontificaal ornaat. Staande en zegenend in een gotisch kerkportaal verwelkomt de erboven aangebrachte wenkende hand Gods de aflijvige bisschop naar hogere sferen met aan weerszijden zwevende engeltjes. Een aantal stijlkenmerken van de grafplaat verwijzen naar een belangrijk Maaslands atelier zoals de verzorgde afwerking van de inkervingen, de soepele houding van de figuur en de kunstig uitgewerkte hogels. De beide bouwheren-landcommandeurs Amstenrade en Geleen liggen in het koor onder een eenvoudige grafsteen begraven. 
Bij de kerk sluit een galerij met Toscaanse zuilen aan, die in 1635 voltooid werd. De westelijk gelegen muur sluit de Franse tuin af. Op de verdiepingen boven deze galerij werd in de traditie van de Duitse Orde een nieuw en ondertussen afgebroken hospitaal gebouwd dat direct aansloot op de achterwand van de kerk. In deze achterwand zijn de dichtgemetselde doorgang en twee raamopeningen nog zichtbaar. De landcommanderij bezat vanaf toen de typische kenmerken van een kloosterhospitaal van de Duitse Orde: een Godshuis in directe verbinding met een versterkte commanderij.
Door deze zichtbare op een as gelijnde ordening van de gebouwen nl kerk, hospitaal en burcht geeft dit gebouw de fundamenten weer waarop de Duitse Orde gebouwd werd: religieuze inspiratie, charitatieve zending en strijdbaar voor het Christelijk geloof m.a.w. helfen, heilen und wehren.
Het indrukwekkende poortgebouw, 30 m hoger gelegen dan de waterburcht, was de hoofdingang van het domein. De poorttoren van 1652 kijkt uit op Maastricht via de Maastrichterallee. In de aansluitende trompetterswoning van 1663 logeerde de poortwachter. Het apostelhuis aan de andere kant was in 1720 geconcipieerd als verblijfplaats voor twaalf behoeftigen uit de omgeving. Die functie heeft het evenwel nooit vervuld. De oost-west gerichte Maastrichterallee is aan één zijde afgeboord met een hoge bakstenen muur waarachter de zogenoemde hertenberg met een boomgaard met hoogstambomen ligt. Op deze muur, bekleed met folie, gedijen vetplanten zoals muurpeper (sedum acre) en wit vetkruid (sedum album).
Onder landcommandeur Hendrik van Wassenaer Warmond werd omstreeks 1700 de Franse tuin, samen met het oranjeriegebouw, aangelegd. De waterburcht werd gemoderniseerd. Omstreeks 1706 verbouwde deze landcommandeur het noordoostelijk gedeelte van de waterburcht tot een appartement.
Het renaissanceslot werd onder landcommandeur Damian Hugo von Schönborn in 1715-1716 getransformeerd tot een adellijke residentie. De westvleugel van de waterburcht werd omgebouwd tot corps de logis, met in het midden de eretrap. Grote Franse ramen maakten het kasteel transparant. Sporen van de oorspronkelijk gemetselde rollagen boven de raampartijen zijn in de oostelijke buitenwand van de waterburcht nog zichtbaar. De oostvleugel van de waterburcht huisvestte de kanselarij met archief en griffie. Ook het voorhof werd grondig gerenoveerd.
In de noordoostelijke hoek van de waterburcht bevonden zich de persoonlijke vertrekken van de landcommandeur, zoals de bibliotheek op het gelijkvloers van de hoektoren, het salon en het kabinet. Dit appartement met een uitgekiende ligging keek naar het noorden uit op de Franse tuin en de oranjerie, naar het oosten naar de toegangspoort met de voorburchten (later uitgebreid met een tiendenschuur en een rijschool). De toren was direct binnen bereik. Ferdinand van Sickingen liet in 1745 zijn huisbibliotheek inrichten in Luikse rococo, met zijn staatsieportret in de schouwboezem, een portrettengalerij van zijn familie, een prachtige parketvloer en een plafonddecoratie met werk van de 17de-eeuwse Luikse kunstschilder Walthère Damery voorstellende de vier elementen: water, vuur, de wind en de aarde. Het kabinet van landcommandeur Hendrik van Wassenaer Warmond, afgebeeld op de schouwboezem, oorspronkelijk bekleed met Spaans leder, plafonds voorzien van polychrome schilderijen voorstellende de vier kardinale deugden te weten, de voorzichtigheid, de gerechtigheid, de sterkte en de matigheid die van pas kwamen om evenwichtige verdragen af te sluiten. In het salon van Bocholtz van ca. 1745 schitteren de stofwandbekleding en het plafondstucwerk, identiek aan wat de Italiaanse stukadoors Joseph Moretti en Carlo Spinedi 260 jaar geleden aangebracht hadden.
Tussen 1769 en 1775 werd de dwarsvleugel van het voorhof, die de twee voorburchten verbond, gesloopt. Daarbij werd een gedeelte van de slotgracht gedempt. In het verlengde van de voorburchten en iets naar buiten wijkend, werden twee aan elkaar spiegelende gebouwen opgetrokken in classicistische stijl: de rijschool en de tiendenschuur met in het midden een symmetrieas. Door het wat wijkend opstellen van de twee laatste voorburchten verkreeg men in het voorhof en vanuit de waterburcht in de geest van de barokke tuinaanleg een weidse, schier oneindige blik naar het landschap. Zo ontstond een langgerekte horizontale diepte-as die aanvangt in de verbouwde W-gevel van de erekoer (met het wapen van Hugo von Schönborn), verdergaat via het poortgebouw en de slotgracht langs de bestaande voorburchten, doorheen de afgebroken dwarsvleugel en langs de ietwat wijkende tiendenschuur en rijschool voortschrijdt, doorheen het smeedijzeren hekwerk van de oostelijke toegangspoort loopt en, verlengd door een dreef, uitmondt in het opengelegde achterliggende landschap. Alzo ontwikkelt zich in plaats van de ruimten voor het verblijven ontstaan door de centrale aanleg rondom de vierkante erekoer, nu een barokke ruimte voor het onderweg-zijn waarbij de zinvolle verbinding en de ritmische opeenvolging van begin, richting en doel bepalend zijn.
De bouwwerken gingen door op initiatief van landcommandeur Caspar Anton van der Heyden, bijgenaamd Belderbusch vermoedelijk op basis van een eerder uitgewerkt masterplan van de hand van architect Johann Lukas von Hildebrandt. Men legde ook een bijkomende dreef met fruithout aan vanaf de Maastrichterallee zodat bezoek met koetsen direct frontaal de voorgevel van de waterburcht in zicht kreeg en alzo een mooie entree bezorgd werd.
Het Engelse park aan de zuidzijde in de stijl van Capability Brown was de eindfase van het kastelencomplex. Aangelegd in 1786-1787 bevat het park, aangelegd op de helling van het winterbergbos, monumentale bomen en exotische struiken, een grasveld, kronkelende paadjes, waterpartijen en folies verwijzend naar het exotische en de Griekse mythologie zoals de Romeinse Minervatempel, een Chinees tempeltje, een grot met Daniël in de leeuwenkuil, een hermitage en een zomerpaviljoen met ijskelder. Er liepen ook extravagante diertjes rond zoals een schaap met twee koppen of een kleine pony die de lachlust van de bezoekers opwekten. De aanleg van een Engelse landschapstuin was de laatste wijziging aan het kastelencomplex zoals wij het nu na een 40 jaar durende restauratie weer kunnen beleven.
In 1794 doken ook in het Maas-Rijngebied de Franse revolutionairen op en het jaar daarop werden de Oostenrijkse Nederlanden en het Prinsbisdom Luik ingelijfd bij Frankrijk. Ze dreven de ridders en priesters van de Duitse Orde op de vlucht. De kerkelijke goederen werden verbeurd verklaard waaronder ook Alden Biesen. In 1797 volgde de publieke veiling van het domein in Maastricht. Rijke stadsburgers kochten het relatief goedkoop aangeboden onroerend goed op. De toenmalige Hasseltse burgemeester Guillaume Claes kocht naast Alden Biesen ook de Abdij van Herkenrode en het Augustijnenklooster van Hasselt. Om aan de onder het Hollands bewind geheven belasting van 240 000 florijnen te geraken, werd het lot van Alden Biesen beslecht via een loterij. Burgemeester Claes kocht echter het winnend lot voor 2 000 florijnen op van een Bilzense schoenmaker zodat hij tegelijk eigenaar bleef van Alden Biesen en de opbrengst van de loterij incasseerde. Met de opbrengst van de loterij voldeed hij aan de Hollandse belasting, geheven onder het Verenigd Koninkrijk der Nederlanden. Zo bleef het onroerend goed van Alden Biesen onverdeeld.
Het gebouwencomplex van Alden Biesen takelde echter vlug af omdat de nieuwe eigenaar niet de middelen had om deze goederen te beheren. De site leek na de Tweede Wereldoorlog zelfs ten dode opgeschreven. Tijdens de oorlogsjaren (1943) stelde het Koninklijk Instituut voor het Kunstpatrimonium (KIK) een beeldinventaris op van het goed.

### De brand in 1971
Op 8 maart 1971 viel de waterburcht ten gevolge van een schoorsteenbrand ten prooi aan de vlammen. De laatste eigenaar jonkheer Armand Roelants du Vivier had de dag ervoor opdracht gegeven de lang ongebruikte open haarden van de waterburcht aan te steken om een Brusselse delegatie warm te ontvangen. Dit comité was naar Rijkhoven afgezakt voor de laatste besprekingen over de verkoop van het erg afgetakelde domein. Via een schoorsteen vatte rond de middag van 8 maart 1971 het dakgebinte vuur. Door gebrek aan bluswater - de kasteelgracht stond droog - en het kurkdroge dak verspreidde het vuur zich zeer snel en legde na een drie dagen durende brand het hele dak van de waterburcht in de as. Brandweer en omwonenden konden nog vele stukken meubilair en waardevolle schilderijen redden.

### De wederopbouw en grondige renovatie
De Belgische staat handhaafde na de fatale brand van 1971 toch haar principebesluit om Alden Biesen aan te kopen voor de som van 17,5 miljoen BEF. Daarna kocht de Provincie Limburg het Engels Park en de omliggend boomgaarden aan voor 20 miljoen BEF. Men besloot over te gaan tot een grondige renovatie. Men zocht naar een nieuwe bestemming voor het geheel in de zin van een officieren- of een landbouwschool of een trappistenklooster. Uiteindelijk besloot men het gebouwencomplex in te richten voor de toeristische ontsluiting van Zuid-Limburg, als een toegangspoort voor het Haspengouwse kastelenlandschap. Het domein kreeg een grensoverschrijdende bestemming: een Europees cultuurcentrum van de Vlaamse Gemeenschap, aan wie deze na de federalisering van België overgedragen werd.
Het historische monument Alden Biesen is met succes gerestaureerd. Alden Biesen herrees uit zijn as. Congresgangers en toeristen komen van heinde en ver naar Alden Biesen en vinden er hun gading via een rondleiding of in de permanente tentoonstelling over de Duitse Orde in het nieuw uitgebouwde bezoekerscentrum. De historische en Europese uitstraling van Alden Biesen sluit aan bij de vroegere grensoverschrijdende betekenis van de landcommanderij.
In de jaren 80 van de 20e eeuw legde men de oude weg naar Maastricht, de zogenoemde Maastrichter Allee, weer aan. Daardoor verbond met het Apostelhuis weer met de oostelijk gelegen toegangspoort van het complex. Men verplantte ook een groot aantal lindebomen van 40 jaar oud vanuit Londerzeel langs deze Allee.
Aan de houten brug naar de waterburcht ligt “de tuin van de landcommandeur”. Die maakt deel uit van de Franse tuin van Alden Biesen, die in 1991 opnieuw aangelegd werd naar het oude voorbeeld van omstreeks 1700.
De vertrekken van de landcommandeur, het kabinet, het salon en de bibliotheek in de waterburcht werden in 2003 gerestaureerd. Opmerkelijk zijn in het kabinet, de parketvloer, de wandbekleding met perkament van edelhert en de kunstzinnige plafonddecoratie met de vier kardinale deugden. De huisbibliotheek van landcommandeur Ferdinand von Sickingen in de noordoostelijke hoektoren van de waterburcht met zijn staatsieportret in de schouwboezem en een portrettengalerij van zijn familie in Luikse rococo kregen een opfrisbeurt.
Als onderdeel van de restauratie werd het Blauwe Salon van Alden Biesen in de zuidwestelijke hoektoren van het waterslot eind november 2007 opgeleverd en opengesteld voor het publiek.
Grote regenschermen houden de erekoer van de waterburcht droog, creëren bijzondere mogelijkheden bij allerlei manifestaties zoals de zomeropera en zorgen voor een bijzondere sfeer.
De gebouwen van het voorhof richtte men in als tijdelijke verblijfsruimten voor bezoekers.
In de oostelijke vleugel van het buitenhof (de boerderij) is in de voormalige stallen een bezoekerscentrum ingericht. Dit is het eerste van zes regionale bezoekerscentra in Limburg. Het is een van de poorten op Haspengouw, in het bijzonder gericht op de Haspengouwse kastelen. Ook is er het onthaal voor Alden Biesen in het algemeen, het onthaal van het congrescentrum, de ticketverkoop en de info voor bezoekers van de permanente tentoonstelling, van de tijdelijke tentoonstelling en van andere culturele activiteiten. Ook de Dienst voor Toerisme van de stad Bilzen heeft hier zijn plaats.
Aansluitend op dit bezoekerscentrum is er een permanente tentoonstelling ingericht over de zes eeuwen geschiedenis van de Duitse Orde in relatie tot Alden Biesen. Men kan er de ets zien van Romeyn de Hooghe met afbeeldingen van het kasteel zelf en de verschillende onderhorige commanderijen.
In 2011 werd het gelijkvloers van de zuid- en de westvleugel van de waterburcht in zijn vroegere vorm hersteld, waardoor de aaneenschakelde zaalruimtes via een overzichtelijk looppad met in een as geplaatste dubbele binnendeuren weer verbonden worden, de zogenoemde enfilade. De indeling van de noordvleugel in drie vertrekken, namelijk een centrale vestibule aan beide zijden geflankeerd door een salon, ging al verloren in de 19e eeuw na de afbraak van de tussenmuur, zodat één grote zaalvormige ruimte ontstond. Het gelijkvloers van de waterburcht voorzag men van nieuwe verlichting en mogelijkheid tot verduistering voor het inrichten van tijdelijke tentoonstellingen. Aan de zuidgevel werden vroegere verbouwingen verwijderd en de vroegere door landcommandeur Hugo von Schönborn gerealiseerde slotkapel weer ingericht met het altaar naar het oosten gericht (naar Jeruzalem).
De orangerie werd ook grondig gerenoveerd en omgebouwd tot conferentieruimte. Ook werd de slotgracht opgekuist door het Agentschap voor Natuur en Bos en voorzien van aangepaste flora en nieuw visbestand.
Eind 2011 startten de werken van de bouw van een technisch-logistieke schuur in het verlengde van de noordelijke gelegen gebouwen.

## Alden Biesen nu
Alden Biesen is een cultuurcentrum van de Vlaamse Gemeenschap en als Europees centrum een ontmoetingsplaats voor Vlamingen en Europeanen.
- Het centrum zet zich in voor de bevordering van de Europese samenwerking in het onderwijs en de opleiding in Vlaanderen. Vanaf 1995 brachten het Socrates- en Leonardo Da Vinci-programma van de Europese Commissie een breed gamma van activiteiten naar Alden Biesen.
- In 1986 startten er de Europaklassen waarin Vlaamse en buitenlandse scholen elkaar ontmoeten.
- Nagenoeg het hele domein buiten, met inbegrip van de kerk en van het Engelse park is vrij te bezoeken. Een deel van de waterburcht met het gerestaureerde appartement van de landcommandeur en ook de Franse tuin voor de orangerie zijn tegen betaling te bezichtigen. Tijdens tijdelijke tentoonstellingen kunnen sommige ruimten die anders gesloten zijn, eveneens bezocht worden.
- In de kerk is er een Van Peteghem-orgel (1788) te bekijken en te beluisteren van het balustrade-type. Diverse orgelmanifestaties worden er ingericht.
- Alden Biesen vormt een indrukwekkend historisch decor voor socio-culturele evenementen, seminaries, conferenties en congressen. Een uitgebreide infrastructuur is daarvoor voorhanden. 32 kamers zijn uitgerust voor overnachting.
- Alden Biesen is de grootste hotspot in België.
- Tal van evenementen vinden op de site plaats zoals een internationaal vertelfestival, ’t Sintpaleis, Argicultura (tot 2016 Land- en tuinbouwdag) (op de eerste zondag van juli), de bloemschikhappening Fleuramour - Passion for flowers, een Schots weekend, een folklorefestival, de Klasse-actie voor Vlaamse leerkrachten, een uitgebreid muziekprogramma met o.a. de Zomeropera, de masterclasses Euro Nippon, een jazzfestival en de Dag van de Oude Muziek, vanaf 2014 AbaNova (telkens op de laatste zondag van de maand juni)
- De Landcommanderij Alden Biesen beschikt over een eigen mediatheek en huisvest de bibliotheek en fototheek van het Historisch Studiecentrum Alden Biesen
- Het centrum geeft het tijdschrift “Alden Biesen (vroeger en nu)” uit.
- Op het buitenhof kunnen slechtzienden via het betasten van een metalen schaalmodel van het kastelencomplex een idee krijgen over het uitzicht ervan
- De besturen van de steden en gemeenten die een link hebben met de Duitse Orde via een vroegere commanderij gaan een project uitwerken genoemd In de voetsporen van de Duitse Orde.

### Verdere plannen
Nog ruim dertig verschillende projecten zullen uitgevoerd worden, gespreid over tien jaar. Daartoe werd een nieuw masterplan uitgewerkt om de site als geheel nog verder te restaureren en te ontsluiten. Dit houdt in:
- in juli 2007: aankoop van de rentmeesterwoning door de stad Bilzen met bijhorende gronden voor 1,85 miljoen euro; de woning is een 17e-eeuwse herenhoeve in Maaslandse renaissancestijl opgetrokken. Door het in juni 2011 goedgekeurde ruimtelijk uitvoeringsplan (RUP) kan een privé-investeerder het geheel ombouwen tot een hotel met 70 kamers met zwembad en een polyvalente zaal voor diverse functies.
- de opwaardering en de herinrichting van de Engelse landschapstuin naar het plan van de oorspronkelijke ontwerper Ghislain-Joseph Henry (volgens het concept van Capability Brown). De opzet komt hierop neer: opnieuw een groene ruimte met ruime hellende grasvelden, kronkelende paden, monumentale bomen en strategische bospartijen scheppen. De bestaande zogenoemde "folies" zoals de Minervatempel, de belvédère (het koffiehuis van de landcommandeurs), het grotprieeltje, de Tartaarse huisjes en een Chinees tempeltje moeten alzo beter tot hun recht komen. Er zal ook een sanering van de beplanting volgen met o.a. het vellen van oude berken. Men denkt ook aan een nieuwe brug die de waterburcht met het Engels park moet verbinden
- het Agentschap voor Natuur en Bos belastte een studiebureau om een harmonisch park- en groenbeheerplan op te stellen voor het kasteeldomein Alden Biesen. Dit beheersplan voor de komende 20 jaar richt zich bijzonder op de diverse groenstructuren met inachtname van alle mogelijke facetten. Dit houdt in het verder ontsluiten van de omliggende boomgaarden deels als picknickweide, het herstellen en weer in de aandacht brengen van het drevenpatroon en de integrale toegankelijkheid van het domein voor rolstoelgebruikers en slechtzienden.
- inkleuring van het wapenschild in het fronton boven de ingang van het ereplein.
- aanleg ruime parking.
- werkzaamheden in de boomgaard.

### Tentoonstellingen
De fatale brand van 8 maart 1971 kwam in 2011, 40 jaar na datum, weer tot leven via een tijdelijke tentoonstelling in de Landcommanderij. Men evoceerde er ook de indertijd beschikbare brandbestrijdingsmiddelen met het tonen van authentieke brandweerwagens en blusapparatuur.

### Toeristische ontsluiting

#### Bilzen Mysteries
Men kan in de nachtelijke uren een beleefparcours meemaken in Alden Biesen. Het is een klank-, beeld- en lichtspektakel op de historische site waarbij de 800-jarige geschiedenis van het domein virtueel tot leven komt.

#### Interactief spelHet complot
Vanaf juli 2018 komt er een dagattractie voor het gezin of groepen bij onder de vorm van een twee uren durend interactief spel genoemd Het complot. Via een wandeling doorheen de historische kasteelsite krijgt men op een tablet aanwijzingen en spelopdrachten rond een dramatische gebeurtenis. Frank Anthierens stond in voor de ontwikkeling en de creatie van de applicatie.

## Lijst van de Biesense landcommandeurs

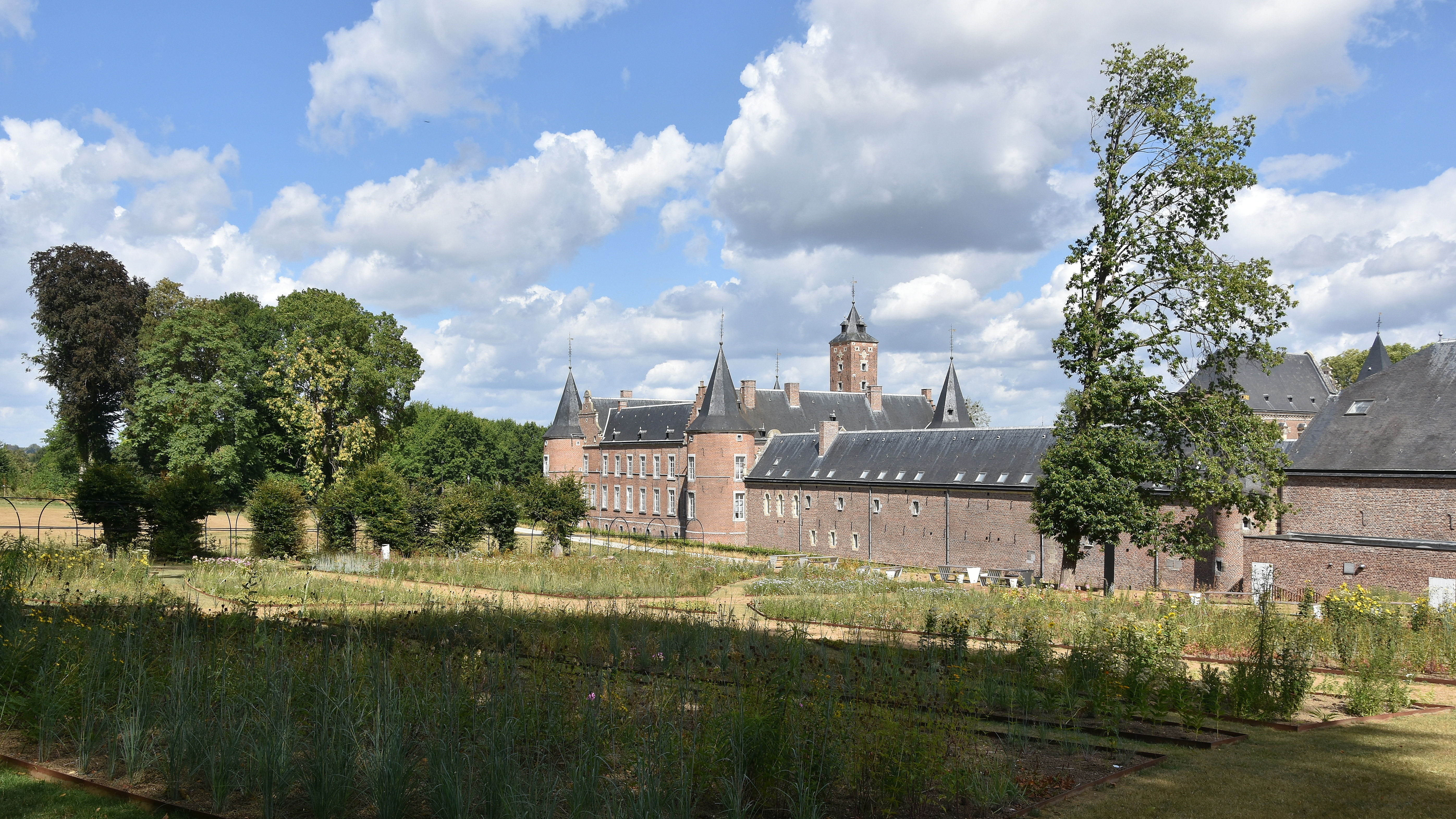
Engels Park te Alden Biesen
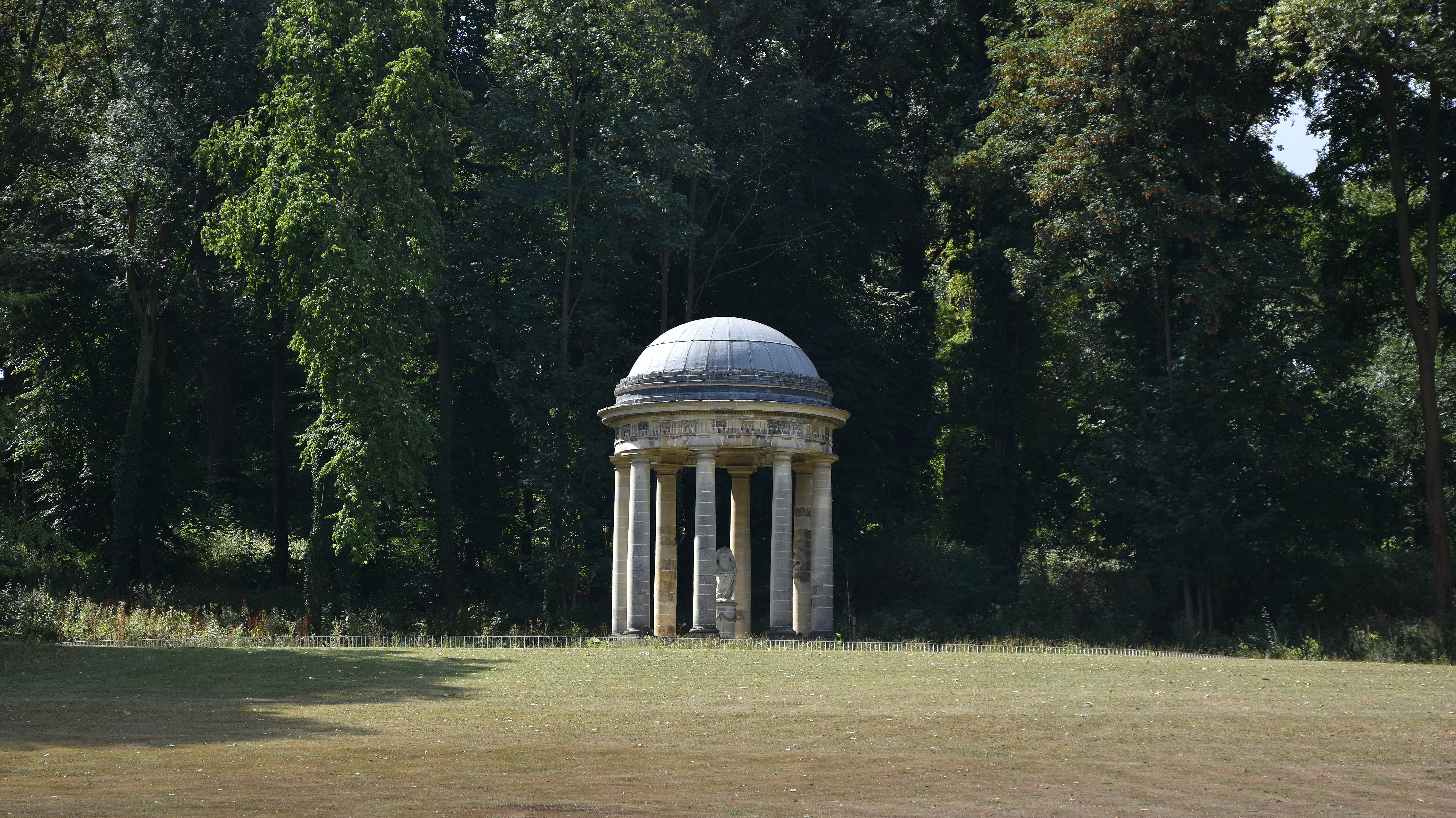
Gezicht op de Minervatempel in het Engels Park Alden Biesen
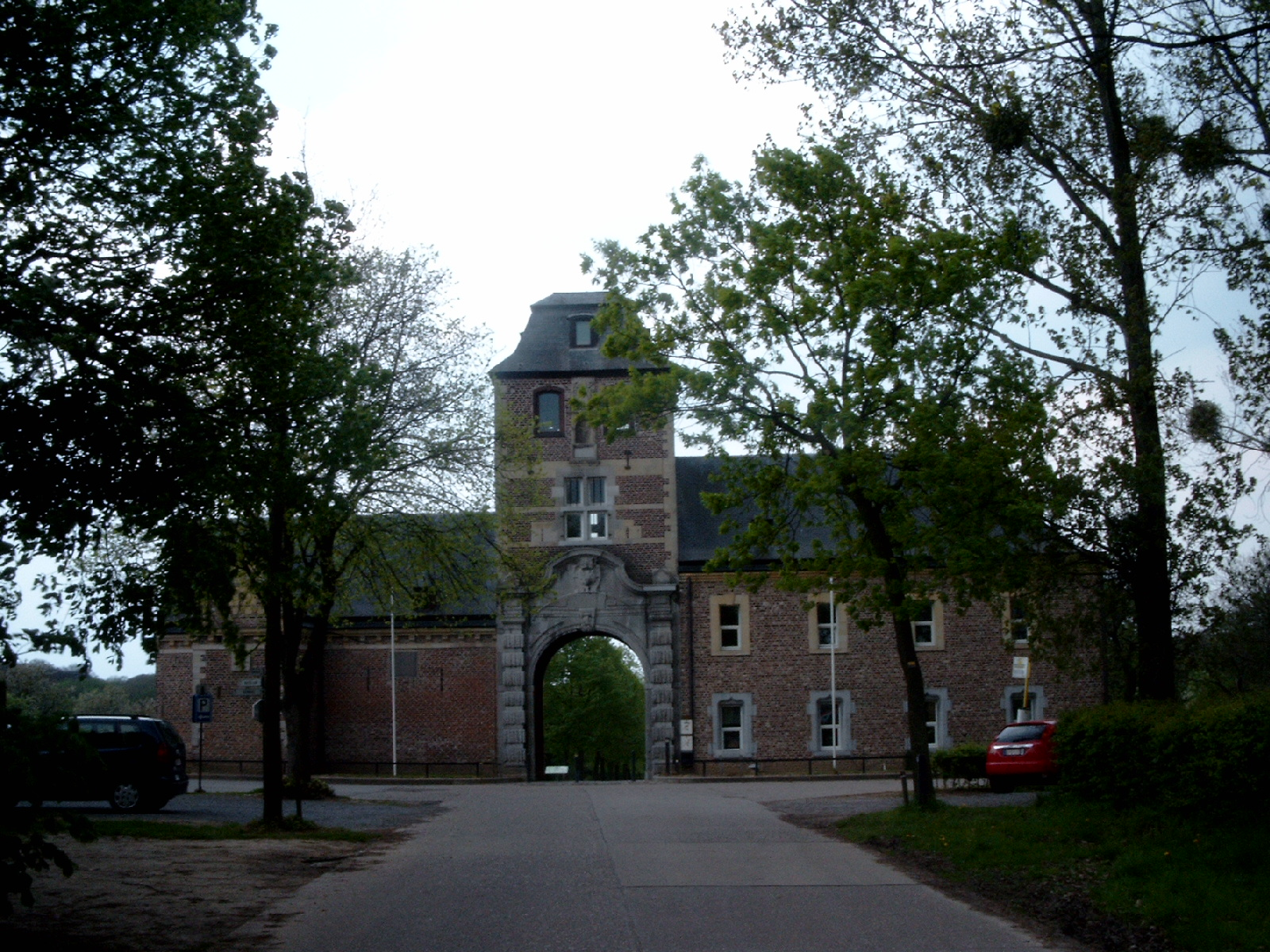
Oostelijk gelegen poortgebouw Alden Biesen
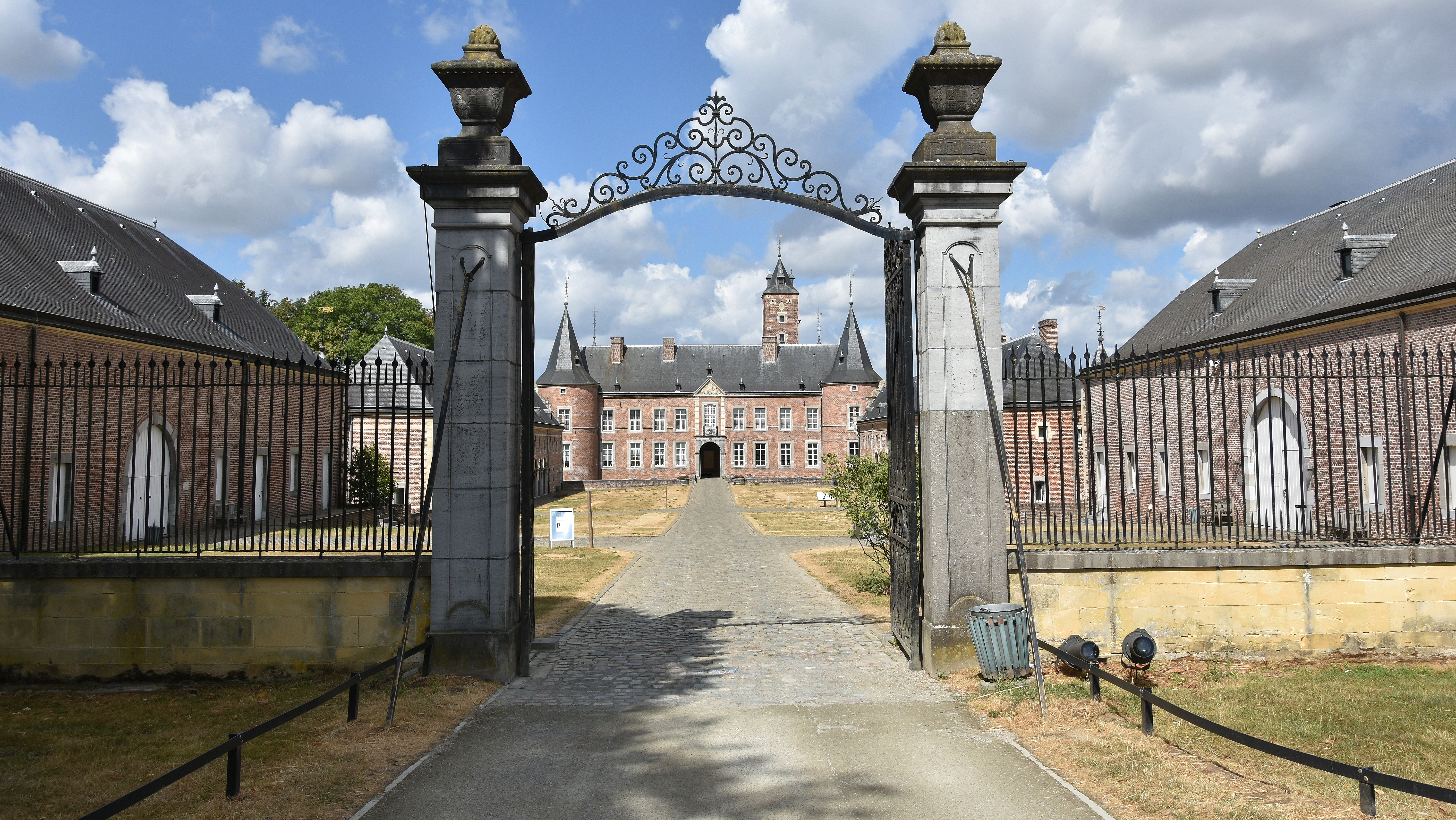
Gezicht op hekken en het voorhof Alden Biesen
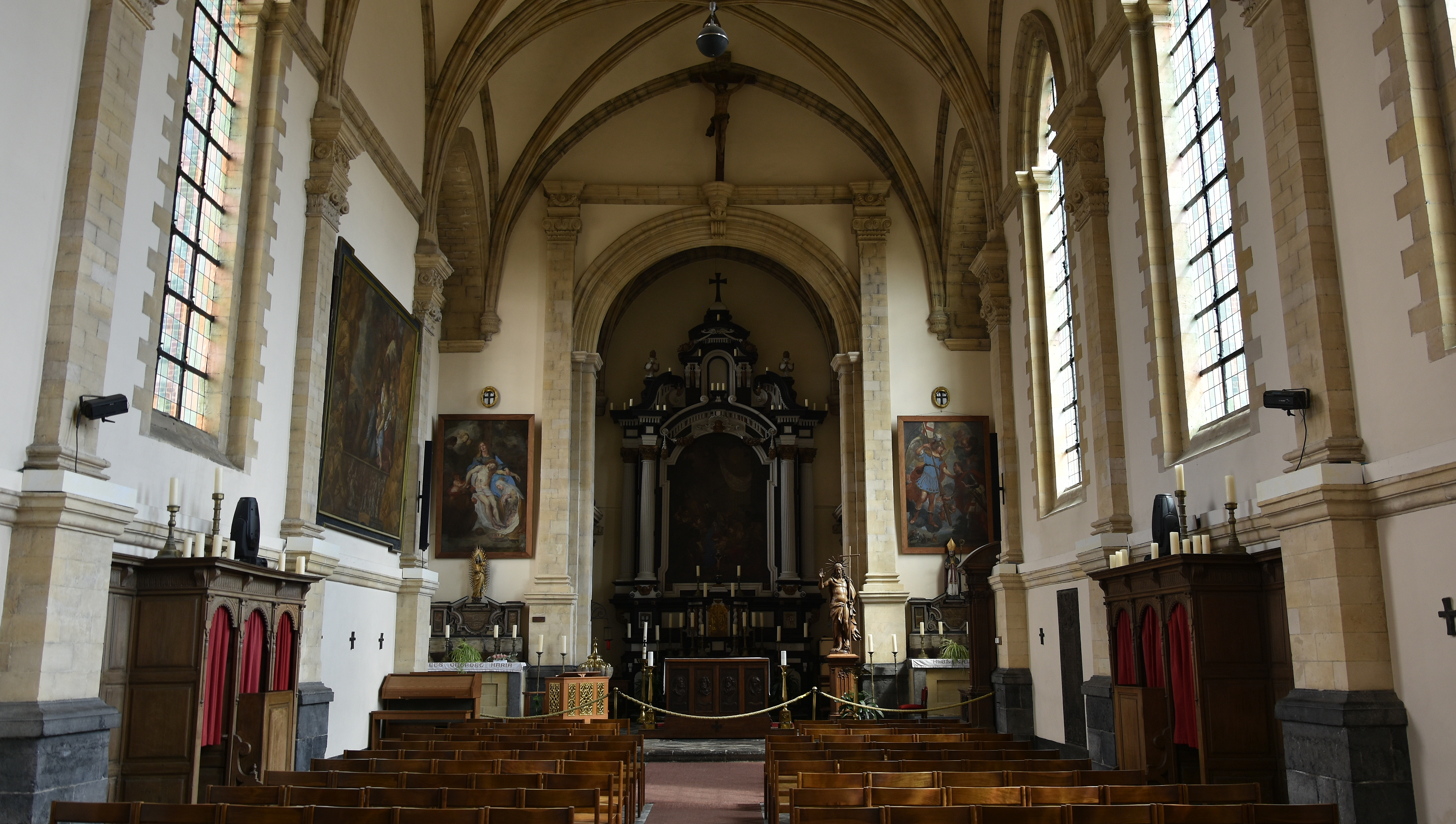
Het schip van de kerk met naast het altaar twee werken van Gaspar de Crayer
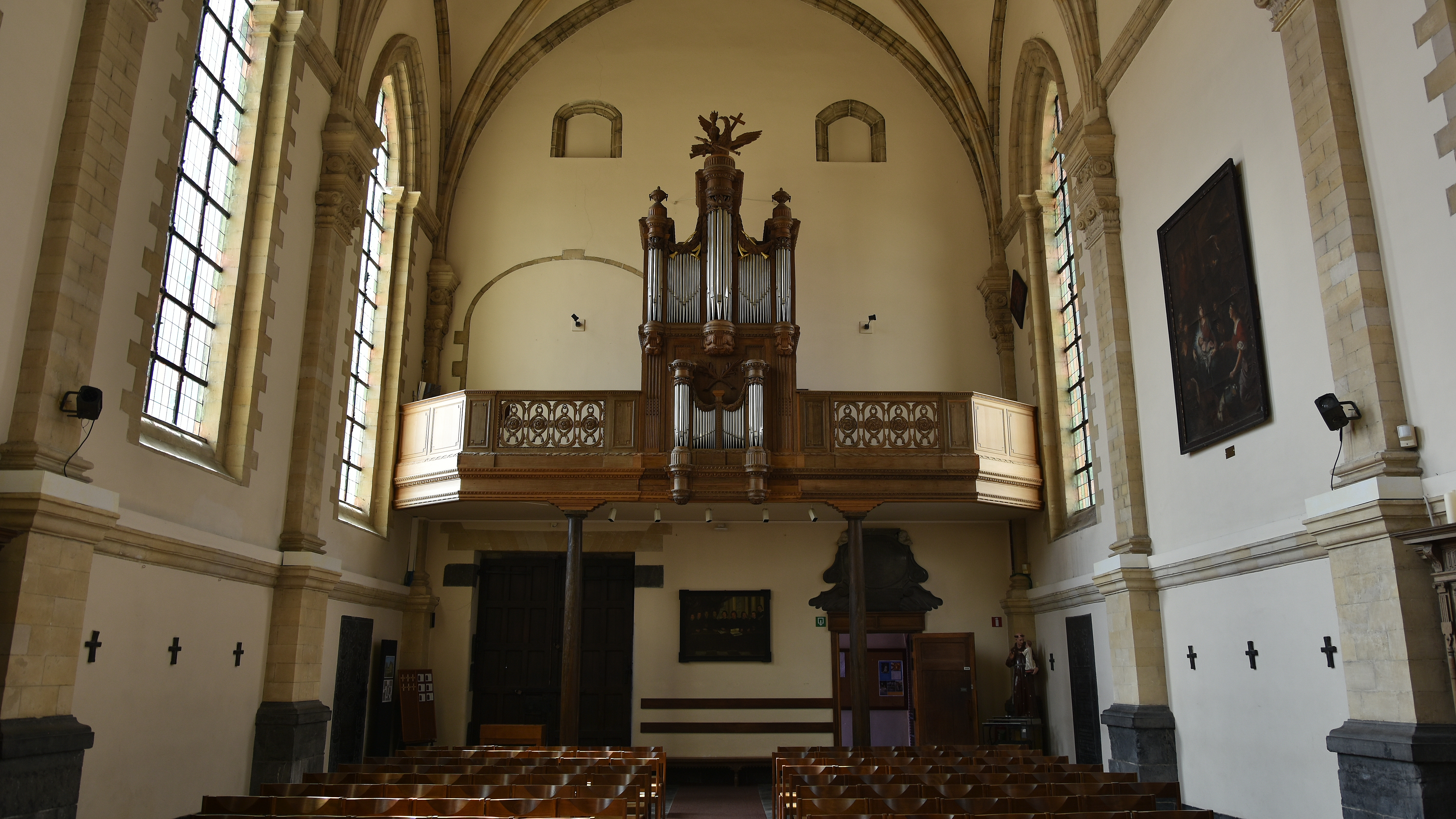
Achterzijde van het schip met het kerkorgel